# Jocurile Olimpice
Jocurile Olimpice moderne (în engleză: Olympic Games; franceză: Jeux olympiques) sunt cele mai importante evenimente sportive internaționale din lume. Acestea includ competiții de vară și de iarnă, la care participă mii de atleți din întreaga lume într-o varietate de competiții. Jocurile Olimpice sunt considerate cea mai importantă competiție sportivă din lume, cu peste 200 de echipe reprezentând state suverane și teritorii. În mod implicit, Jocurile înlocuiesc de obicei orice campionat mondial în anul în care au loc (cu toate acestea, fiecare disciplină își menține de obicei propriile recorduri). Jocurile Olimpice au loc la fiecare patru ani. Începând din 1994, acestea alternează între Jocurile de vară și cele de iarnă la fiecare doi ani, pe parcursul unui ciclu de patru ani numit Olimpiadă.
Crearea lor a fost inspirată de Jocurile Olimpice antice, organizate în Olimpia, Grecia, din secolul al VIII-lea î.Hr. până în secolul al IV-lea d.Hr. Baronul Pierre de Coubertin a fondat Comitetul Olimpic Internațional (COI) în 1894, ceea ce a dus la organizarea primelor Jocuri moderne la Atena în anul 1896. COI este organismul de conducere al Mișcării Olimpice, care cuprinde toate entitățile și persoanele implicate în Jocurile Olimpice. Carta Olimpică definește structura și autoritatea acestora.
Evoluția Mișcării Olimpice în secolele XX și XXI a dus la numeroase schimbări în Jocurile Olimpice. Unele dintre aceste ajustări includ crearea Jocurilor Olimpice de iarnă pentru sporturile de zăpadă și gheață, Jocurile Paralimpice pentru sportivii cu dizabilități, Jocurile Olimpice ale Tineretului pentru sportivii cu vârste între 14 și 18 ani, cele cinci Jocuri Continentale (Panamericane, Africane, Asiatice, Europene și Pacific), precum și Jocurile Mondiale pentru sporturi care nu sunt incluse în Jocurile Olimpice. COI susține, de asemenea, Jocurile Surzilor și Jocurile Speciale. COI trebuie să se adapteze la o varietate de avansuri economice, politice și tehnologice. Abuzul regulilor de amatorism a determinat COI să se îndepărteze de amatorismul pur, așa cum l-a imaginat Coubertin, acceptând participarea sportivilor profesioniști la Jocuri. Importanța tot mai mare a mass-mediei a creat problema sponsorizării corporative și comercializării Jocurilor. Războaiele Mondiale I și II au dus la anularea Jocurilor din 1916, 1940 și 1944; boicoturile la scară largă din timpul Războiului Rece au limitat participarea la Jocurile din 1980 și 1984; iar Jocurile din 2020 au fost amânate până în 2021 din cauza pandemiei de COVID-19.
Mișcarea Olimpică este formată din federații sportive internaționale (IF-uri), Comitete Olimpice Naționale (CON-uri) și comitete organizatoare pentru fiecare ediție a Jocurilor Olimpice. Ca organism decizional, COI este responsabil pentru alegerea orașului gazdă pentru fiecare ediție a Jocurilor, precum și pentru organizarea și finanțarea acestora conform Cartei Olimpice. COI stabilește, de asemenea, programul olimpic, care include sporturile ce vor fi disputate la Jocuri. Există mai multe ritualuri și simboluri olimpice, cum ar fi steagul olimpic, flacăra și ceremoniile de deschidere și închidere. Peste 14.000 de sportivi au concurat la Jocurile Olimpice de vară din 2020 și Jocurile Olimpice de iarnă din 2022 combinate, în 40 de sporturi diferite și 448 de probe. Primii trei clasificați în fiecare probă primesc medalii olimpice: aur, argint și, respectiv, bronz.
Jocurile au crescut până în punctul în care aproape fiecare națiune este acum reprezentată; coloniile și teritoriile de peste mări sunt adesea permise să-și trimită propriile echipe. Această creștere a creat numeroase provocări și controverse, inclusiv boicoturi, doping, manipularea rezultatelor, mituire și terorism. La fiecare doi ani, Olimpiada și expunerea sa media oferă sportivilor șansa de a obține faimă națională și internațională. Jocurile oferă, de asemenea, oportunitatea orașului și țării gazdă de a se prezenta lumii.
Jocurile Olimpice au devenit un eveniment global semnificativ, promovând cooperarea internațională și schimbul cultural. În același timp, găzduirea Jocurilor Olimpice poate aduce, de asemenea, beneficii economice semnificative și provocări pentru orașul gazdă, afectând infrastructura, turismul și comunitățile locale.

## Jocurile Olimpice antice

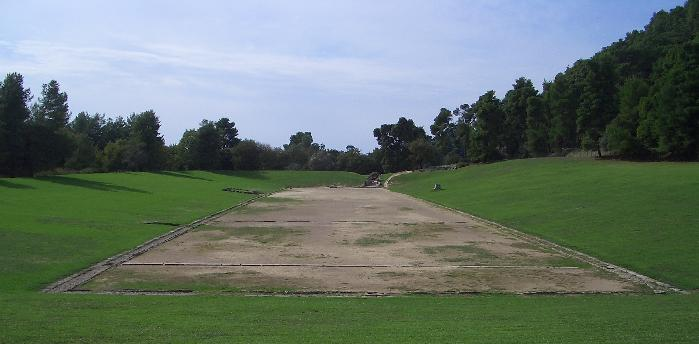
Stadionul Jocurilor Olimpice antice din Olimpia, Grecia

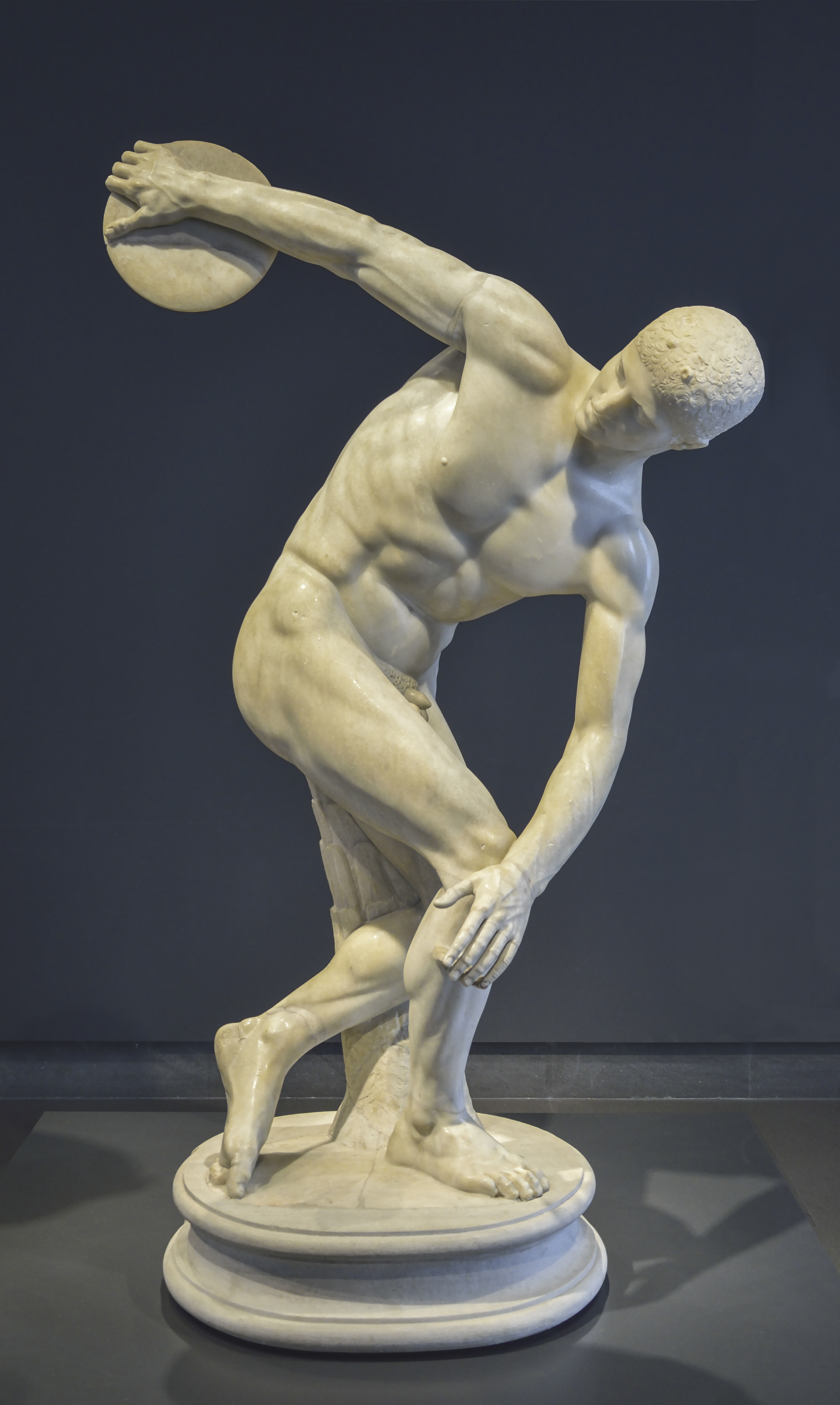
Discobolul Lancellotti, copie romană, cca. anul 120 d.Hr., Palatul Massimo alle Terme.

Jocurile Olimpice antice (greacă veche τὰ Ὀλύμπια, ta Olympia) erau festivaluri religioase și sportive organizate la fiecare patru ani în sanctuarul lui Zeus din Olimpia, Grecia. Data festivalului era determinată după o formulă complexă, astfel încât mijlocul festivalului să aibă loc în timpul celei de-a doua luni pline după solstițiul de vară—de obicei la sfârșitul lunii august sau începutul lunii septembrie. Acest eveniment „avea loc după recolta anuală, dar înainte de culesul măslinilor”. Solii erau trimiși din Elis pentru a anunța datele. Inițial, competiția era deschisă doar „fiilor legitimi ai părinților greci liberi”. Cu toate acestea, după ce Macedonia, și apoi Roma, au cucerit Grecia, cei zece judecători olimpici au relaxat standardele anterioare și au permis oricui vorbea greaca să participe.:p. 50 Zeci de mii de greci făceau călătoria dificilă pentru a participa la festival. Unele surse menționează că până la 40.000 de persoane participau. Aceste Jocuri includeau în principal probe atletice, dar și sporturi de luptă precum lupta și pankration, precum și curse de cai și de care. S-a scris pe larg că, în timpul Jocurilor, toate conflictele dintre orașele-state participante erau amânate până la finalizarea Jocurilor. Această încetare a ostilităților era cunoscută sub numele de pacea olimpică sau armistițiul olimpic. Această idee este un mit modern, deoarece grecii nu și-au suspendat niciodată războaiele. Armistițiul permitea pelerinilor religioși care călătoreau spre Olimpia să treacă prin teritorii în război fără a fi deranjați, deoarece erau protejați de Zeus. Vezi și Finley și Pleket.:pp. 98–99
Originea Jocurilor Olimpice este învăluită în mister și legendă; una dintre cele mai populare legende îi identifică pe Heracles și pe tatăl său, Zeus, ca întemeietorii Jocurilor. Potrivit legendei, Heracles a fost cel care a numit pentru prima dată Jocurile „Olimpice” și a stabilit obiceiul de a le organiza la fiecare patru ani. Legenda continuă spunând că, după ce Heracles și-a finalizat cele douăsprezece munci, a construit Stadionul Olimpic în cinstea lui Zeus. După finalizarea sa, a mers în linie dreaptă pentru 200 de pași și a numit această distanță un „stadion” (greacă veche στάδιον, latineză: stadium, „scenă”), care ulterior a devenit o unitate de distanță. Data cea mai acceptată pentru începutul Jocurilor Olimpice antice este 776 î.Hr.; aceasta se bazează pe inscripții găsite la Olimpia, care listează câștigătorii unei curse de alergare organizate la fiecare patru ani începând din 776 î.Hr. Pentru primele treisprezece Olimpiade, singura probă disputată era cursa de stadion, iar victoria în această cursă era atât de valorizată încât următoarea Olimpiadă era numită după câștigător, de exemplu: „al treilea an al celei de-a optsprezecea Olimpiade, când Ladas din Argos a câștigat stadionul”.:p. 145 Jocurile antice au evoluat în timp, dar au ajuns să includă probe de alergare, un pentatlon (format dintr-o probă de sărituri, aruncarea discului și a suliței, o cursă pe jos și luptă), box, luptă, pankration și probe equestre. Tradiția spune că Coroebus, un bucătar din orașul Elis, a fost primul campion olimpic, ceea ce indică faptul că competiția nu era limitată la aristocrație.
Jocurile Olimpice aveau o importanță religioasă fundamentală, iar probele sportive, care se desfășurau alături de sacrificii rituale în cinstea lui Zeus (a cărui statuie celebră realizată de Phidias se afla în templul său din Olimpia) și a lui Pelops (erou divin și rege mitic al Olimpiei), nu începeau decât în a doua zi a festivalului. (Pelops era celebru pentru cursa sa de care cu regele Oenomaus din Pisatis.) Câștigătorii probelor erau admirați și imortalizați în poezii și statui. Deși o cunună realizată din ramurile măslinului sacru din sanctuarul lui Zeus era singurul premiu oficial al Jocurilor Olimpice, faima câștigătorilor le aducea și bogăție economică, sub formă de subvenții din partea orașelor lor natale și a unor sponsori bogați. Vezi, de exemplu, Finley și Pleket, și Perrottet Jocurile se desfășurau la fiecare patru ani, iar această perioadă, cunoscută sub numele de Olimpiadă, era folosită de greci ca una dintre unitățile lor de măsură a timpului. Jocurile făceau parte dintr-un ciclu cunoscut sub numele de Jocurile Panhelenice, care includeau Jocurile Pitice, Jocurile Nemeice și Jocurile Istmice.
Jocurile Olimpice au atins apogeul succesului lor în secolele al VI-lea și al V-lea î.Hr., dar apoi au început să scadă treptat în importanță pe măsură ce romanii au câștigat putere și influență în Grecia. Deși nu există un consens academic cu privire la data oficială a încheierii Jocurilor, cea mai frecvent menționată este anul 393 d.Hr., când împăratul Theodosius I a decretat eliminarea tuturor culturilor și practicilor păgâne. O altă dată frecvent citată este anul 426 d.Hr., când succesorul său, Theodosius al II-lea, a ordonat distrugerea tuturor templelor grecești.

## Jocurile Olimpice moderne

### Precursoare

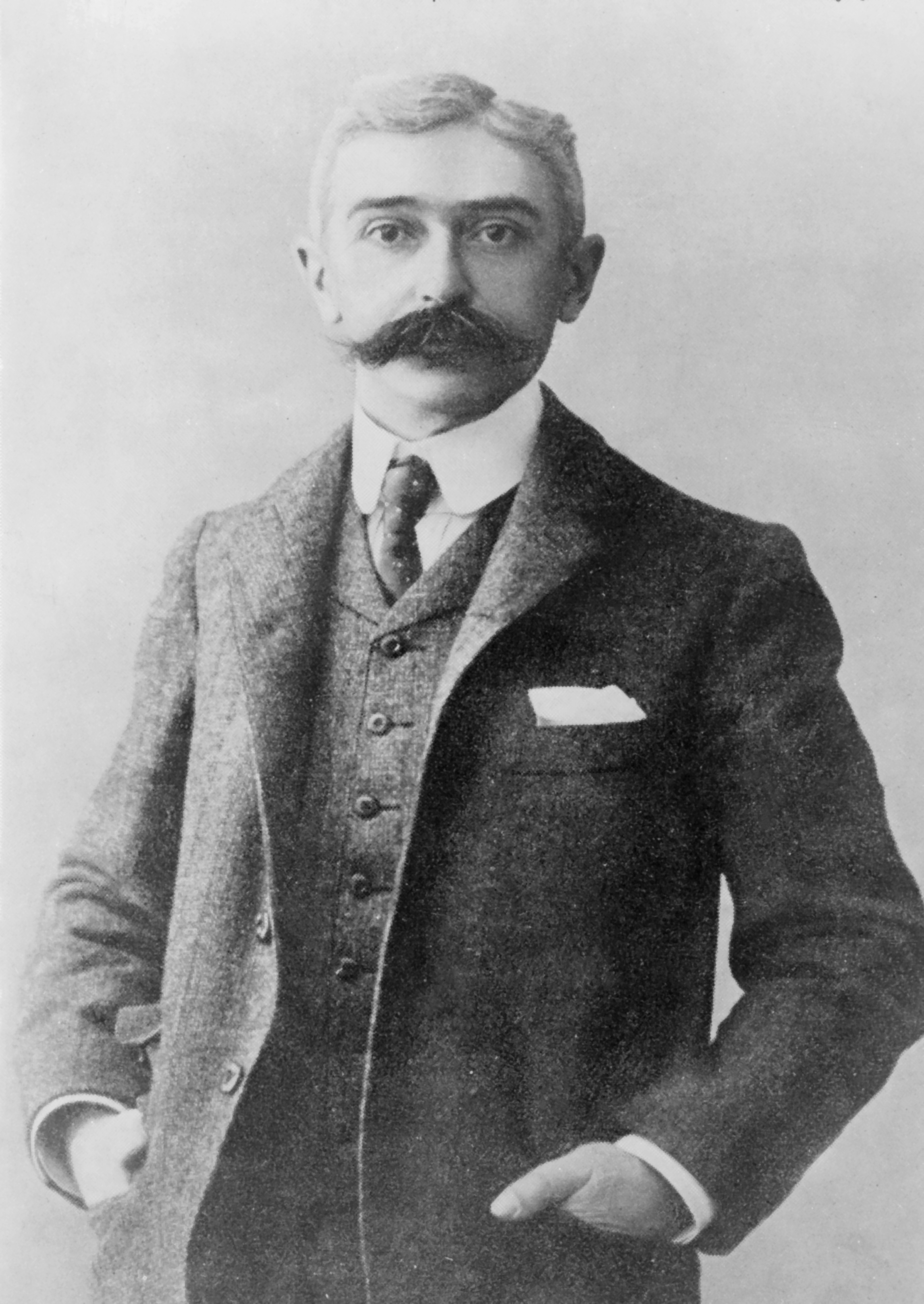
Pierre de Coubertin, co-fondator al Comitetului Olimpic Internațional și al doilea președinte al acestuia

Diverse utilizări ale termenului „olimpic” pentru a descrie evenimente sportive în era modernă au fost documentate începând din secolul al XVII-lea. Primul astfel de eveniment a fost Jocurile Cotswold sau „Jocurile Olimpice Cotswold”, o întâlnire anuală lângă Chipping Campden, Anglia, care includea diverse sporturi. A fost organizat pentru prima dată de avocatul Robert Dover între 1612 și 1642, cu mai multe sărbători ulterioare care au continuat până în prezent. Asociația Olimpică Britanică, în cadrul candidaturii pentru Jocurile Olimpice din 2012 de la Londra, a menționat aceste jocuri ca „primele semne ale începuturilor olimpice ale Marii Britanii”.
L'Olympiade de la République, un festival olimpic național organizat anual între anii 1796 și 1798 în Franța Revoluționară, a încercat, de asemenea, să imite Jocurile Olimpice antice. Competiția includea mai multe discipline din Jocurile Olimpice ale Greciei antice. Jocurile din 1796 au marcat, de asemenea, introducerea sistemului metric în sport.

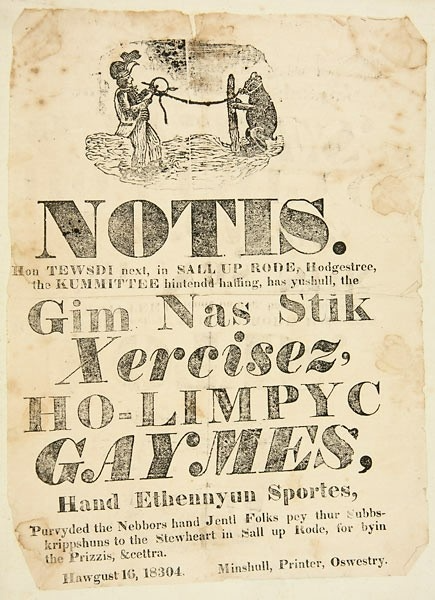
Afișul din 1834, scris în grai fonetic, care anunța „Jocurile Olimpice” în Oswestry, Shropshire, Anglia

În 1834 și 1836, Jocurile Olimpice au fost organizate la Ramlösa, Suedia, și în Stockholm, în anul 1843, de către Gustaf Johan Schartau și alții. La aceste jocuri au asistat cel mult 25.000 de spectatori.
În 1850, o clasă olimpică a fost înființată de William Penny Brookes la Much Wenlock, în Shropshire, Anglia. În 1859, Brookes a schimbat numele în Jocurile Olimpice Wenlock. Acest festival sportiv anual continuă și în prezent. Societatea Olimpică Wenlock a fost fondată de Brookes pe 15 noiembrie 1860.
Între 1862 și 1867, Liverpool a găzduit un Festival Olimpic Grand anual. Concepute de John Hulley și Charles Pierre Melly, aceste jocuri au fost primele care au fost complet amatoriale și cu o perspectivă internațională, deși doar „amatorii gentilomi” puteau concura. Programul primei Olimpiade moderne de la Atena în 1896 a fost aproape identic cu cel al Jocurilor Olimpice de la Liverpool. În 1865, Hulley, Brookes și E.G. Ravenstein au fondat Asociația Olimpică Națională la Liverpool, un precursor al Asociației Olimpice Britanice. Articolele sale de înființare au oferit cadrul pentru Carta Olimpică Internațională. În 1866, un Joc Olimpic național în Marea Britanie a fost organizat la Crystal Palace din Londra.

### Reînvierea

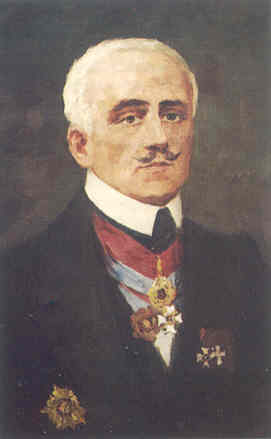
Evangelos Zappas, co-fondator al Comitetului Olimpic Internațional

Interesul grecilor pentru reînvierea Jocurilor Olimpice a început odată cu Războiul de Independență al Greciei împotriva Imperiului Otoman în anul 1821. Această idee a fost propusă pentru prima dată de poetul și editorul de ziar Panagiotis Soutsos în poemul său „Dialogul morților”, publicat în anul 1833. Evangelos Zappas, un filantrop greco-român bogat, i-a scris pentru prima dată lui Regele Otto al Greciei în 1856, oferind să finanțeze o reînviere permanentă a Jocurilor Olimpice. Zappas a sponsorizat primele Jocuri Olimpice în anul 1859, care au avut loc într-o piață din Atena. Atleți din Grecia și din Imperiul Otoman au participat. Zappas a finanțat restaurarea vechiului Stadionul Panatenaic pentru a putea găzdui toate Jocurile Olimpice viitoare.
Stadionul a găzduit Jocurile Olimpice în 1870 și 1875. Treizeci de mii de spectatori au participat la Jocurile din 1870, deși nu există înregistrări oficiale de prezență pentru Jocurile din 1875. În 1890, după ce a participat la Jocurile Olimpice ale Societății Olimpice Wenlock, baronul Pierre de Coubertin, care urmărea să promoveze pacea și prietenia internațională prin sport, a fost inspirat să înființeze Comitetul Olimpic Internațional (COI). Coubertin s-a bazat pe ideile și munca lui Brookes și Zappas, având ca scop stabilirea unor Jocuri Olimpice internaționale rotative care să aibă loc la fiecare patru ani. El a prezentat aceste idei în timpul primului Congres Olimpic al noului Comitet Olimpic Internațional. Această întâlnire a avut loc între 16 și 23 iunie 1894, la Universitatea din Paris. În ultima zi a Congresului, s-a decis că primele Jocuri Olimpice sub egida COI vor avea loc la Atena în 1896. COI l-a ales pe scriitorul grec Demetrius Vikelas ca primul său președinte.

### Jocurile din 1896

Ceremonia de deschidere a Jocurilor Olimpice de vară din 1896 la Stadionul Panatenaic din Atena

Primele Jocuri organizate sub egida COI au fost găzduite la Stadionul Panatenaic din Atena în 1896. Jocurile au adus împreună 14 națiuni și 241 de sportivi care au concurat în 43 de probe. Zappas și vărul său, Konstantinos Zappas, lăsaseră guvernului grec un fond pentru a finanța viitoarele Jocuri Olimpice. Acest fond a fost utilizat pentru a ajuta la finanțarea Jocurilor din 1896. George Averoff a contribuit generos la renovarea stadionului în pregătirea Jocurilor. Guvernul grec a oferit, de asemenea, fonduri, care urmau să fie recuperate prin vânzarea biletelor și a primului set de timbre comemorative olimpice.
Oficialii și publicul grec au fost entuziasmați de experiența de a găzdui Jocurile Olimpice. Acest sentiment a fost împărtășit de mulți dintre sportivi, care au cerut chiar ca Atena să devină orașul permanent gazdă al Jocurilor Olimpice. COI intenționa ca Jocurile ulterioare să fie rotite între diferite orașe gazdă din întreaga lume. A doua ediție a Jocurilor Olimpice a avut loc la Paris.

### Schimbări și adaptări

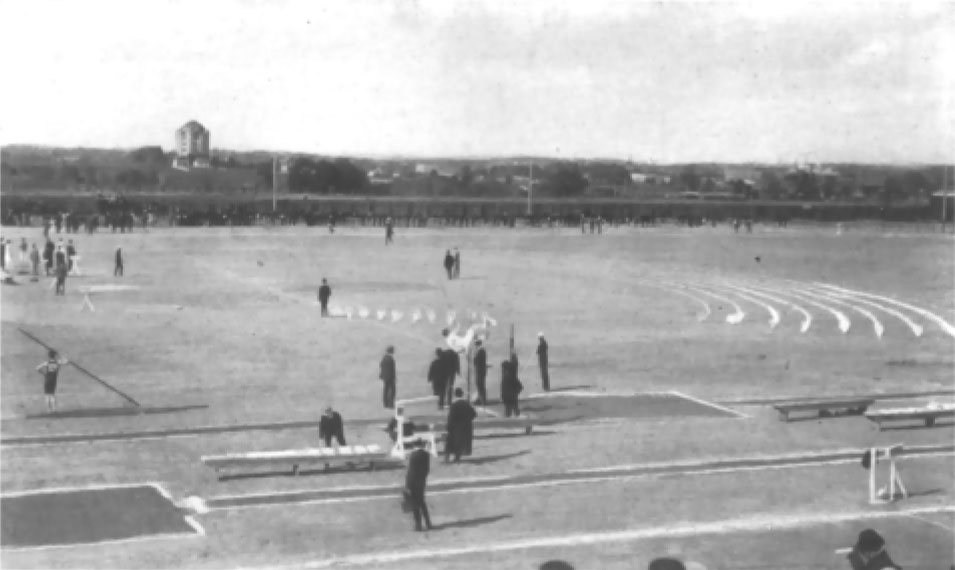
Francis Field la Universitatea Washington din St. Louis în timpul Jocurilor Olimpice de vară din 1904

După succesul Jocurilor din 1896, Jocurile Olimpice au intrat într-o perioadă de stagnare care a pus în pericol supraviețuirea lor. Jocurile Olimpice organizate în cadrul Expoziției Universale de la Paris din 1900 și a Expoziției Louisiana Purchase de la St. Louis în 1904 nu au reușit să atragă prea mulți participanți sau atenție. Dintre cei 650 de sportivi prezenți la Jocurile Olimpice din 1904, 580 erau americani; câștigătorul maratonului a fost descalificat ulterior, după ce s-a descoperit o fotografie a lui mergând cu mașina în timpul cursei. Jocurile și-au revenit cu Jocurile Intercalate din 1906 (denumite astfel deoarece au fost cele de-a doua Jocuri Olimpice desfășurate în cadrul celei de-a treia Olimpiade), care au avut loc la Atena. Aceste Jocuri au atras un câmp internațional larg de participanți și au generat un mare interes public, marcând începutul unei creșteri atât în popularitate, cât și în dimensiunea Jocurilor Olimpice. Jocurile din 1906 au fost recunoscute oficial de COI la acea vreme (deși nu mai sunt astăzi), iar de atunci nu au mai fost organizate Jocuri Intercalate.

#### Jocurile Olimpice de iarnă

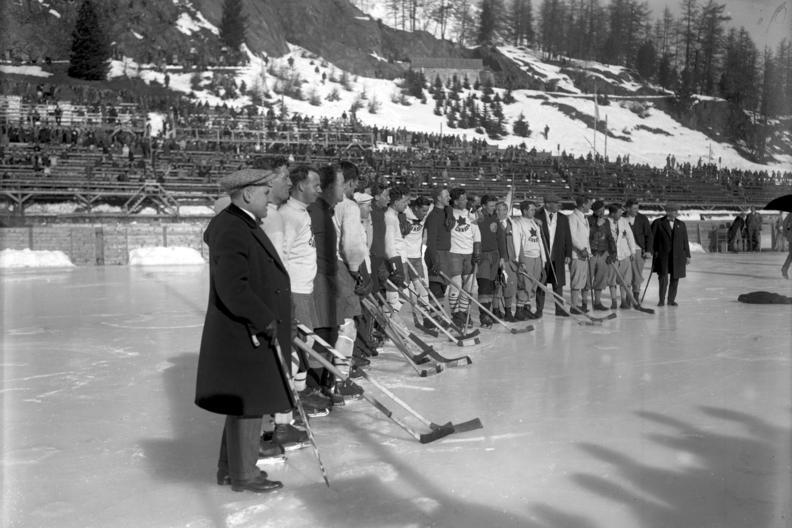
Un meci de hochei pe gheață în timpul Jocurilor Olimpice de iarnă din 1928 la St. Moritz

Jocurile Olimpice de iarnă au fost create pentru a include sporturi de zăpadă și gheață care erau logistic imposibil de organizat în timpul Jocurilor Olimpice de vară. Patinaj artistic (în 1908 și 1920) și hochei pe gheață (în 1920) au fost incluse ca evenimente olimpice în cadrul Jocurilor Olimpice de vară. COI dorea să extindă această listă de sporturi pentru a cuprinde și alte activități de iarnă. La Congresul Olimpic din 1921 de la Lausanne, s-a decis organizarea unei versiuni de iarnă a Jocurilor Olimpice. O săptămână de sporturi de iarnă (care a durat de fapt 11 zile) a avut loc în 1924 la Chamonix, Franța, în legătură cu Jocurile de la Paris organizate la trei luni mai târziu; acest eveniment a devenit primul Jocurile Olimpice de iarnă. Deși s-a intenționat ca aceeași țară să găzduiască atât Jocurile Olimpice de iarnă, cât și cele de vară într-un an dat, această idee a fost rapid abandonată. COI a decis ca Jocurile Olimpice de iarnă să fie organizate la fiecare patru ani, în același an cu omologul lor de vară. Această tradiție a fost respectată până la Jocurile din 1992 de la Albertville, Franța; după aceea, începând cu Jocurile din 1994, Jocurile Olimpice de iarnă au fost organizate la fiecare patru ani, la doi ani după fiecare ediție a Jocurilor Olimpice de vară.

#### Jocurile Paralimpice

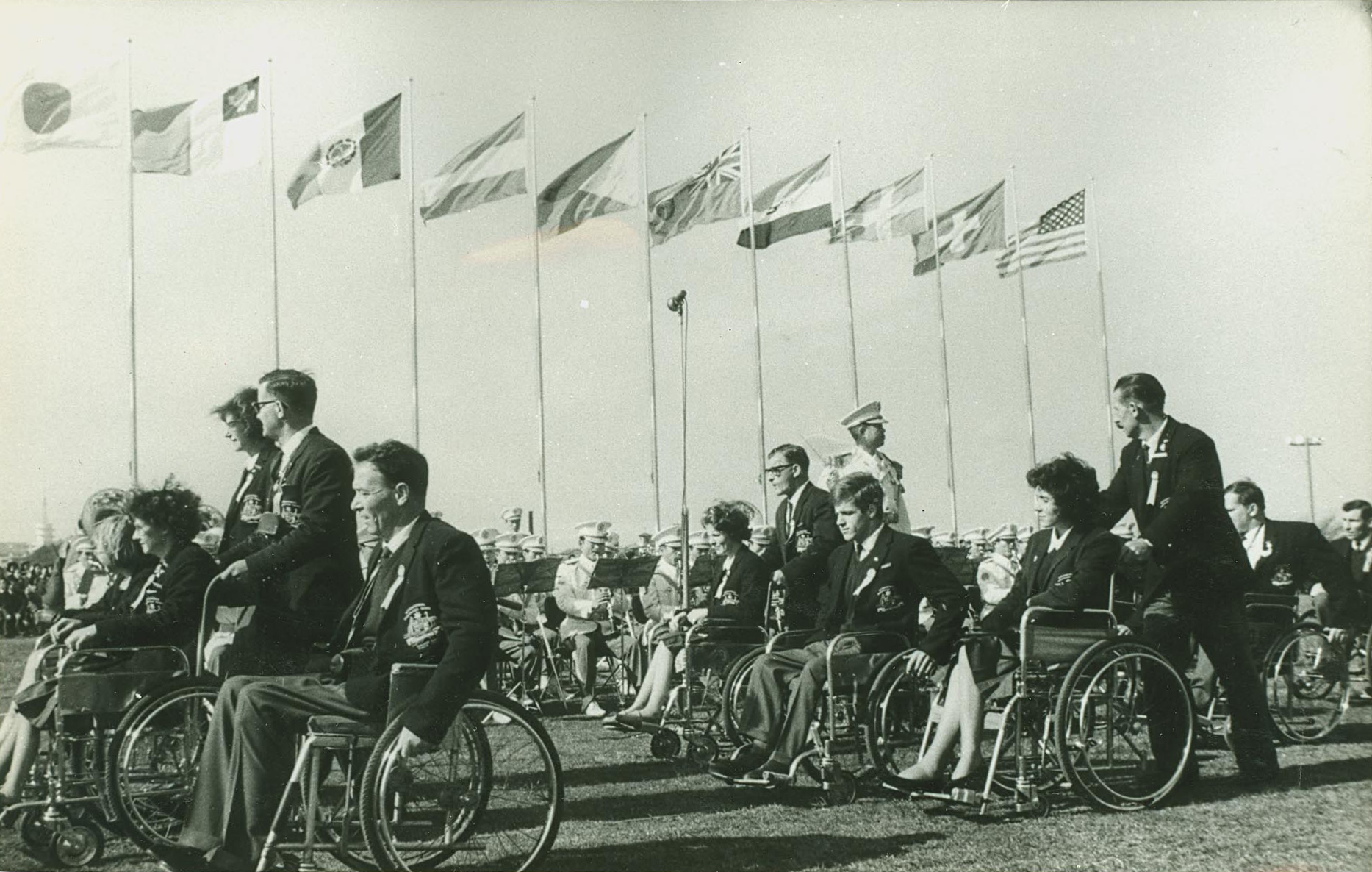
Jocurile Paralimpice de vară din 1964 la Tokyo

În 1948, Sir Ludwig Guttmann, hotărât să promoveze recuperarea soldaților după Al Doilea Război Mondial, a organizat un eveniment sportiv între mai multe spitale, care a coincis cu Jocurile Olimpice de la Londra din 1948. Inițial cunoscute sub numele de Jocurile Stoke Mandeville, evenimentul lui Guttmann a devenit un festival sportiv anual. În următorii 12 ani, Guttmann și alții și-au continuat eforturile de a folosi sportul ca o cale spre vindecare.
În 1960, Guttmann a adus 400 de sportivi la Roma pentru a concura la „Olimpiadele Paralele”, care au avut loc în paralel cu Jocurile Olimpice de vară și au devenit cunoscute ca primele Jocuri Paralimpice. De atunci, Jocurile Paralimpice au avut loc în fiecare an olimpic și, începând cu Jocurile de vară din 1988 de la Seul, orașul gazdă al Jocurilor Olimpice a găzduit și Jocurile Paralimpice. Comitetul Olimpic Internațional (COI) și Comitetul Paralimpic Internațional (CPI) au semnat un acord în 2001 care garanta că orașele gazdă vor fi contractate pentru a gestiona atât Jocurile Olimpice, cât și cele Paralimpice. Acordul a intrat în vigoare la Jocurile de vară din 2008 de la Beijing și la Jocurile de iarnă din 2010 de la Vancouver.
Cu doi ani înainte de Jocurile din anul 2012, președintele LOCOG, Lordul Coe, a făcut următoarea declarație despre Jocurile Paralimpice și Jocurile Olimpice de la Londra:
Vrem să schimbăm atitudinile publice față de dizabilitate, să sărbătorim excelența sportului paralimpic și să consfințim încă de la început că cele două Jocuri sunt un întreg integrat.

#### Jocurile Olimpice ale Tineretului
În 2010, Jocurile Olimpice au fost completate de Jocurile Olimpice ale Tineretului, care le oferă sportivilor cu vârste între 14 și 18 ani șansa de a concura. Jocurile Olimpice ale Tineretului au fost concepute de președintele COI, Jacques Rogge, în anul 2001 și aprobate în timpul celui de-al 119-lea Congres al COI. Primele Jocuri Olimpice de vară ale Tineretului au avut loc la Singapore între datele de 14 și 26 august 2010, în timp ce primele Jocuri Olimpice de iarnă ale Tineretului au fost găzduite la Innsbruck, Austria, doi ani mai târziu. Aceste Jocuri vor fi mai scurte decât Jocurile Olimpice pentru seniori; versiunea de vară va dura doisprezece zile, iar cea de iarnă va dura nouă zile. COI permite participarea a 3.500 de sportivi și 875 de oficiali la Jocurile Olimpice de vară ale Tineretului și a 970 de sportivi și 580 de oficiali la Jocurile Olimpice de iarnă ale Tineretului. Sporturile care vor fi disputate vor coincide cu cele programate pentru Jocurile Olimpice pentru seniori, cu toate acestea, vor exista variații, inclusiv echipe mixte de Comitete Olimpice Naționale (NOC) și echipe mixte de gen, precum și un număr redus de discipline și probe.

### Jocurile din secolul al XXI-lea
Peste 14.000 de sportivi au concurat la Jocurile Olimpice de vară din 2020 și Jocurile Olimpice de iarnă din 2022 combinate, în 40 de sporturi diferite și 448 de probe. Jocurile Olimpice de vară au crescut de la 241 de participanți reprezentând 14 națiuni în 1896, la peste 11.300 de concurenți reprezentând 206 națiuni în 2020. Amploarea și scara Jocurilor Olimpice de iarnă sunt mai mici; de exemplu, Beijing a găzduit 2.971 de sportivi din 91 de națiuni în 2022. Majoritatea sportivilor și oficialilor sunt cazați în Satul Olimpic pe durata Jocurilor. Acest centru de cazare este conceput pentru a fi un loc autonom pentru toți participanții olimpici și este dotat cu cantine, clinici medicale și locuri pentru practici religioase.
COI a permis înființarea Comitetelor Olimpice Naționale (CON) pentru a reprezenta națiuni individuale. Acestea nu trebuie să îndeplinească cerințele stricte de suveranitate politică pe care le cer alte organizații internaționale. Ca urmare, coloniile și teritoriile dependente sunt permise să concureze la Jocurile Olimpice, exemple fiind teritorii precum Puerto Rico, Bermuda și Hong Kong, toate concurând ca națiuni separate, deși fac parte legal din altă țară. Versiunea actuală a Cartei Olimpice permite înființarea de noi CON pentru a reprezenta națiuni care se califică ca „un stat independent recunoscut de comunitatea internațională”. În consecință, COI nu a permis înființarea de CON pentru Sint Maarten și Curaçao atunci când au obținut același statut constituțional ca Aruba în 2010, deși COI a recunoscut Comitetul Olimpic din Aruba în 1986. Din 2012, sportivii din fostele Antilele Olandeze au avut opțiunea de a reprezenta fie Țările de Jos, fie Aruba.

### Costul Jocurilor Olimpice
Studiul Oxford Olympics 2016 a constatat că, din 1960, costurile legate de sport pentru Jocurile Olimpice de vară au fost în medie de 5,2 miliarde USD, iar pentru Jocurile Olimpice de iarnă de 3,1 miliarde USD. Aceste cifre nu includ costurile infrastructurii mai largi, cum ar fi drumuri, transport urban și aeroporturi, care deseori costă la fel de mult sau chiar mai mult decât costurile legate de sport. Cele mai scumpe Jocuri Olimpice de vară au fost cele de la Beijing 2008, cu un cost de 40–44 miliarde USD, iar cele mai scumpe Jocuri Olimpice de iarnă au fost cele de la Soci 2014, cu un cost de 51 miliarde USD. În 2016, costurile pe sportiv au fost, în medie, de 599.000 USD pentru Jocurile de vară și de 1,3 milioane USD pentru Jocurile de iarnă; pentru Londra 2012, costul pe sportiv a fost de 1,4 milioane USD, iar pentru Soci 2014, cifra a fost de 7,9 milioane USD.
În timp ce construcțiile ambițioase pentru Jocurile Olimpice de vară din 1976 de la Montreal și cele din 1980 de la Moscova au împovărat organizatorii cu cheltuieli mult peste venituri, Los Angeles a controlat strict cheltuielile pentru Jocurile Olimpice de vară din 1984, folosind facilități existente și doar două noi, care au fost plătite de sponsori corporativi. Comitetul de Organizare condus de Peter Ueberroth a folosit o parte din profituri pentru a înființa Fundația LA84, care promovează sportul în rândul tinerilor din California de Sud, educă antrenori și menține o bibliotecă sportivă. Jocurile Olimpice de vară din 1984 sunt adesea considerate, până la acea dată, cele mai de succes Jocuri Olimpice moderne din punct de vedere financiar și un model pentru viitoarele ediții.
Depășirile bugetare sunt frecvente pentru Jocuri. Depășirea medie a bugetului pentru Jocuri din 1960 este de 156% în termeni reali, ceea ce înseamnă că costurile reale s-au dovedit a fi, în medie, de 2,56 ori mai mari decât bugetul estimat la momentul câștigării candidaturii pentru găzduirea Jocurilor. Montreal 1976 a avut cea mai mare depășire a costurilor pentru Jocurile de vară, și pentru orice Jocuri, de 720%; Lake Placid 1980 a avut cea mai mare depășire a costurilor pentru Jocurile de iarnă, de 324%. Londra 2012 a avut o depășire a costurilor de 76%, iar Soci 2014 de 289%.
S-a documentat faptul că costul și depășirea costurilor pentru Jocuri urmează o distribuție de tip lege a puterii, ceea ce înseamnă că, în primul rând, Jocurile sunt predispuse la depășiri mari ale costurilor și, în al doilea rând, este doar o chestiune de timp până când o depășire mai mare decât cea mai mare până acum va avea loc. Pe scurt, găzduirea Jocurilor este extrem de riscantă din punct de vedere economic și financiar.
Costul final pentru Jocurile Olimpice de la Tokyo 2020 a fost raportat ca fiind de 1.423,8 miliarde JPY (13 miliarde USD). Acest lucru a fost realizat prin echilibrarea veniturilor și cheltuielilor prin diverse eforturi de creștere a veniturilor și revizuire continuă a cheltuielilor. Principalele surse de venit au inclus contribuția Comitetului Olimpic Internațional (COI) de 86,8 miliarde JPY (0,8 miliarde USD), sponsorizarea TOP de 56,9 miliarde JPY (0,5 miliarde USD), sponsorizarea locală de 376,1 miliarde JPY (3,4 miliarde USD), o plată de asigurare de 50 miliarde JPY (0,5 miliarde USD) pentru amânarea Jocurilor și alte surse, inclusiv licențiere. Cheltuielile au inclus 195,5 miliarde JPY (1,8 miliarde USD) pentru costurile legate de locații și 444,9 miliarde JPY (4 miliarde USD) pentru cheltuieli de servicii. Costul total a inclus și măsuri de combatere a COVID-19 în valoare de 35,3 miliarde JPY (0,3 miliarde USD). În ciuda estimărilor inițiale, costurile totale au fost reduse cu 220,2 miliarde JPY (2 miliarde USD) față de bugetul anunțat în decembrie 2020 și cu 29,2 miliarde JPY (0,3 miliarde USD) față de bugetul estimat în decembrie 2021. Această gestionare financiară de succes a dus la un buget echilibrat pentru Jocurile de la Tokyo 2020.

### Impactul economic și social asupra orașelor și țărilor gazdă
Căutând o instituție academică care să cerceteze independent Jocurile, Bob Barney a condus eforturile de a înființa Centrul Internațional pentru Studii Olimpice în 1989, încercând să scrie despre impactul sociocultural al Jocurilor Olimpice. El a considerat că Jocurile Olimpice „merită studiate deoarece reprezintă una dintre cele mai mari întâlniri într-un context global și au multe probleme politice, economice și altele asociate”. A lansat revista Olympika în 1992, prima revistă academică recenzată de experți axată pe Jocurile Olimpice. Societatea Internațională a Istoricilor Olimpici a fost fondată în 1991, care publică Journal of Olympic History.
Unii economiști sunt sceptici în legătură cu beneficiile economice ale găzduirii Jocurilor Olimpice, subliniind că astfel de „mega-evenimente” au adesea costuri mari, în timp ce aduc relativ puține beneficii tangibile pe termen lung. Găzduirea (sau chiar candidatura pentru) Jocurile Olimpice pare să crească exporturile țării gazdă, deoarece țara gazdă sau candidată trimite un semnal despre deschiderea comercială atunci când candidează pentru găzduirea Jocurilor. Cercetările sugerează că găzduirea Jocurilor Olimpice de vară are un efect pozitiv asupra contribuțiilor filantropice ale corporațiilor cu sediul în orașul gazdă, ceea ce pare să beneficieze sectorul nonprofit local. Acest efect începe în anii premergători Jocurilor și ar putea persista câțiva ani după aceea, deși nu permanent.
Jocurile au avut efecte negative semnificative asupra comunităților gazdă; de exemplu, Centrul pentru Drepturile la Locuință și Evicții raportează că Jocurile Olimpice au deplasat peste două milioane de persoane pe parcursul a două decenii, afectând de multe ori disproporționat grupurile defavorizate. Jocurile Olimpice de iarnă din 2014 de la Soci au fost cele mai scumpe Jocuri Olimpice din istorie, costând peste 50 de miliarde USD. Conform unui raport al Băncii Europene pentru Reconstrucție și Dezvoltare publicat la momentul Jocurilor, costul nu ar stimula economia națională a Rusiei, dar ar putea atrage afaceri în Soci și în regiunea sudică Krasnodar a Rusiei ca urmare a îmbunătățirii serviciilor. Dar până în decembrie 2014, la opt luni după Jocuri, The Guardian a declarat că Soci „acum arată ca un oraș fantomă”, citând natura dispersată a stadioanelor și arenelor și infrastructura încă neterminată. Cel puțin patru orașe și-au retras candidaturile pentru Jocurile Olimpice de iarnă din 2022, citând costurile mari sau lipsa sprijinului local, rezultând într-o cursă doar între Almaty, Kazahstan și Beijing, China, care a găzduit Jocurile Olimpice de vară din 2008. The Guardian a declarat că cea mai mare amenințare la adresa viitorului Jocurilor Olimpice este faptul că puține orașe sau țări doresc să le găzduiască. Candidatura pentru Jocurile Olimpice de vară din 2024 a devenit o cursă între Paris și Los Angeles, așa că COI a făcut un pas neobișnuit, acordând simultan atât Jocurile din 2024 Parisului, cât și Jocurile din 2028 Los Angelesului. Ambele candidaturi au fost lăudate pentru planurile tehnice înalte și modalitățile inovatoare de a folosi un număr record de facilități existente și temporare.

## Comitetul Olimpic Internațional
Mișcarea Olimpică cuprinde un număr mare de organizații și federații sportive naționale și internaționale, parteneri media recunoscuți, precum și sportivi, oficiali, judecători și orice altă persoană sau instituție care acceptă să respecte regulile Cartei Olimpice. Ca organizație de coordonare a Mișcării Olimpice, Comitetul Olimpic Internațional (COI) este responsabil pentru selectarea orașului gazdă, supravegherea planificării Jocurilor Olimpice, actualizarea și aprobarea programului sportiv olimpic și negocierea drepturilor de sponsorizare și difuzare.
Mișcarea Olimpică este formată din trei elemente majore:
- Federații Internaționale (IF-uri) sunt organele de conducere care supraveghează un sport la nivel internațional. De exemplu, Federația Internațională de Fotbal Asociație (FIFA) este IF-ul pentru fotbal, iar Federația Internațională de Volei este organul de conducere internațional pentru volei. În prezent, există 35 de IF-uri în cadrul Mișcării Olimpice, reprezentând fiecare dintre sporturile olimpice.[77]
- Comitete Olimpice Naționale (CON-uri) reprezintă și reglementează Mișcarea Olimpică în fiecare țară. De exemplu, Comitetul Olimpic Rus (COR) este CON-ul Federației Ruse. În prezent, există 206 CON-uri recunoscute de COI.[78][79]
- Comitetele Organizatoare pentru Jocurile Olimpice (OCOG-uri) sunt comitete temporare responsabile de organizarea fiecărei ediții a Jocurilor Olimpice. OCOG-urile sunt dizolvate după fiecare ediție, odată ce raportul final este livrat către COI.[80]

Franceza și engleza sunt limbile oficiale ale Mișcării Olimpice. Cealaltă limbă folosită la fiecare ediție a Jocurilor Olimpice este limba țării gazdă (sau limbile, dacă o țară are mai mult de o limbă oficială în afară de franceză sau engleză). Fiecare proclamație (cum ar fi anunțul fiecărei țări în timpul paradelor națiunilor la ceremonia de deschidere) este rostită în aceste trei (sau mai multe) limbi, sau în cele două principale, în funcție de faptul dacă țara gazdă este vorbitoare de engleză sau franceză: franceza este întotdeauna rostită prima, urmată de o traducere în engleză, iar apoi de limba dominantă a țării gazdă (atunci când aceasta nu este engleza sau franceza).

### Acuzații de mită și corupție
COI a fost adesea acuzat de a fi o organizație rigidă, cu mai mulți membri longevivi în cadrul comitetului. Mandatele președintilor Avery Brundage și Juan Antonio Samaranch au fost deosebit de controversate. Brundage a luptat puternic pentru amatorism și împotriva comercializării Jocurilor Olimpice, chiar și atunci când aceste atitudini au început să fie văzute ca inadecvate față de realitățile sporturilor moderne. Apariția sportivilor sprijiniți de stat din țările Blocului Estic a erodat și mai mult ideologia amatorului pur, deoarece a pus amatorii autofinanțați din țările occidentale într-o poziție de dezavantaj. Brundage a fost acuzat de antisemitism și de rasism în rezistența față de excluderea Africii de Sud. Sub președinția lui Samaranch, biroul a fost acuzat atât de nepotism, cât și de corupție. Legăturile lui Samaranch cu regimul franquist din Spania au fost, de asemenea, o sursă de critică.
În anul 1998, s-a raportat că mai mulți membri ai COI ar fi acceptat cadouri de la membrii comitetului de candidatură al orașului Salt Lake City pentru găzduirea Jocurilor Olimpice de iarnă din 2002. Au urmat rapid patru investigații independente: de către COI, Comitetul Olimpic al Statelor Unite (USOC), Comitetul de Organizare din Salt Lake (SLOC) și Departamentul de Justiție al Statelor Unite (DOJ). Deși nu se întâmplase nimic strict ilegal, s-a considerat că acceptarea cadourilor era moralmente îndoielnică. Ca urmare a investigației, zece membri ai COI au fost excluși, iar alți zece au fost sancționați. Au fost adoptate reguli mai stricte pentru viitoarele candidaturi, iar limite au fost introduse pentru a defini cât pot accepta membrii COI de la orașele candidate. În plus, au fost stabilite noi limite de mandat și vârstă pentru membrii COI, iar cincisprezece foști sportivi olimpici au fost adăugați în comitet. Cu toate acestea, din punct de vedere sportiv și comercial, Jocurile Olimpice din 2002 au fost una dintre cele mai de succes ediții de iarnă din istorie; au fost stabilite recorduri atât în programele de difuzare, cât și în cele de marketing. Peste 2 miliarde de spectatori au urmărit mai mult de 13 miliarde de ore de transmisie. Jocurile din 2002 au fost, de asemenea, un succes financiar, strângând mai mulți bani cu mai puțini sponsori decât orice altă ediție anterioară a Jocurilor Olimpice, lăsând SLOC cu un surplus de $40 milioane. Acest surplus a fost folosit pentru a crea Fundația Atletică Utah (cunoscută și sub numele de Fundația Moștenirea Olimpică Utah), care întreține și operează multe dintre locațiile olimpice rămase.
S-a raportat în 1999 că comitetul de candidatură al orașului Nagano ar fi cheltuit aproximativ 14 milioane USD pentru a-i distra pe cei 62 de membri ai COI și pe mulți dintre asociații lor. Cifrele exacte nu sunt cunoscute, deoarece Nagano a distrus evidențele financiare după ce COI a cerut ca cheltuielile de divertisment să nu fie făcute publice.
În iulie 2000, când Los Angeles Times a raportat despre natura complicată a modului în care COI redistribuie profiturile din sponsorizări și drepturi de difuzare, istoricul olimpic Bob Barney a declarat că nu a văzut „probleme de corupție în COI”, dar a remarcat că există „probleme de lipsă de transparență”. El a remarcat ulterior că, atunci când lumina reflectoarelor este îndreptată asupra sportivilor, are „puterea de a eclipsa impresiile de scandal sau corupție” în ceea ce privește procesul de candidatură olimpică.
În august 2004, un documentar BBC, Panorama: Cumpărând Jocurile, a raportat rezultatele unei investigații despre mită presupusă folosită în procesul de candidatură pentru Jocurile Olimpice de vară din 2012. Documentarul susținea că este posibil să mituiești membrii COI pentru a vota pentru un anumit oraș candidat. După ce a fost înfrântă cu puțin în candidatura pentru Jocurile din 2012, primarul parizian Bertrand Delanoë a acuzat în mod specific prim-ministrul britanic Tony Blair și comitetul de candidatură al Londrei, condus de fostul campion olimpic Sebastian Coe, de încălcarea regulilor de candidatură. El l-a citat pe președintele francez Jacques Chirac ca martor; Chirac a oferit interviuri rezervate cu privire la implicarea sa, dar acuzația nu a fost niciodată explorată pe deplin. Candidatura orașului Turin pentru Jocurile Olimpice de iarnă din 2006 a fost, de asemenea, umbrită de controverse; un membru proeminent al COI, Marc Hodler, strâns legat de candidatura rivală a orașului Sion, a acuzat oficialii COI de mituire de către membrii Comitetului de Organizare din Turin. Aceste acuzații au dus la o investigație amplă și au contribuit, de asemenea, să înstrăineze mulți membri ai COI față de candidatura Sionului, ceea ce a ajutat potențial Turin să câștige nominalizarea ca oraș gazdă.

## Comercializarea

### Sub comitetele organizatoare naționale
Jocurile Olimpice au fost comercializate în diferite grade încă de la prima ediție a Jocurilor Olimpice de vară din 1896 de la Atena, când mai multe companii au plătit pentru publicitate, inclusiv Kodak. În 1908, Oxo(apă de gură) și Indian Foot Powder au devenit sponsori oficiali ai Jocurilor Olimpice de vară de la Londra. Coca-Cola a sponsorizat pentru prima dată Jocurile Olimpice de vară în 1928 și a rămas un sponsor olimpic de atunci. Înainte ca COI să preia controlul asupra sponsorizărilor, CON-urile erau responsabile de negocierea propriilor contracte pentru sponsorizare și utilizarea simbolurilor olimpice.

### Sub controlul COI
COI a rezistat inițial finanțării de către sponsori corporativi. Abia după retragerea președintelui COI, Avery Brundage, în 1972, COI a început să exploreze potențialul mediului televizat și piețele lucrative de publicitate disponibile. Sub conducerea lui Juan Antonio Samaranch, Jocurile au început să se orienteze către sponsori internaționali care doreau să-și asocieze produsele cu marca olimpică.

### Bugetul
În prima jumătate a secolului al XX-lea, COI funcționa pe un buget redus. Ca președinte al COI din 1952 până în 1972, Avery Brundage a respins toate încercările de a lega Jocurile Olimpice de interese comerciale. El credea că lobby-ul intereselor corporative ar influența indecis deciziile COI. Rezistența sa față de această sursă de venit a însemnat că COI a lăsat comitetele organizatoare să-și negocieze propriile contracte de sponsorizare și să folosească simbolurile olimpice. Când Brundage s-a retras, COI avea active de 2 milioane USD; opt ani mai târziu, trezoreriile COI se umflaseră la 45 de milioane USD. Acest lucru s-a datorat în primul rând unei schimbări de ideologie către extinderea Jocurilor prin sponsorizări corporative și vânzarea drepturilor de televiziune. Când Juan Antonio Samaranch a fost ales președinte al COI în anul 1980, dorința sa a fost să facă COI independent financiar.
Jocurile Olimpice de vară din 1984 au devenit un moment de cotitură în istoria olimpică. Comitetul organizator bazat la Los Angeles, condus de Peter Ueberroth, a reușit să genereze un surplus de 225 de milioane USD, o sumă fără precedent la acea vreme. Comitetul organizator a reușit să creeze un astfel de surplus în parte prin vânzarea drepturilor exclusive de sponsorizare către anumite companii. COI a căutat să obțină controlul asupra acestor drepturi de sponsorizare. Samaranch a contribuit la înființarea Programului Olimpic (TOP) în 1985, pentru a crea o marcă olimpică. Calitatea de membru în TOP a fost, și este, foarte exclusivă și costisitoare. Taxele costă 50 de milioane USD pentru o membrie de patru ani. Membrii TOP au primit drepturi exclusive de publicitate globală pentru categoria lor de produse și dreptul de a folosi simbolul olimpic, inelele olimpice, în publicațiile și reclamele lor.

### Impactul televiziunii

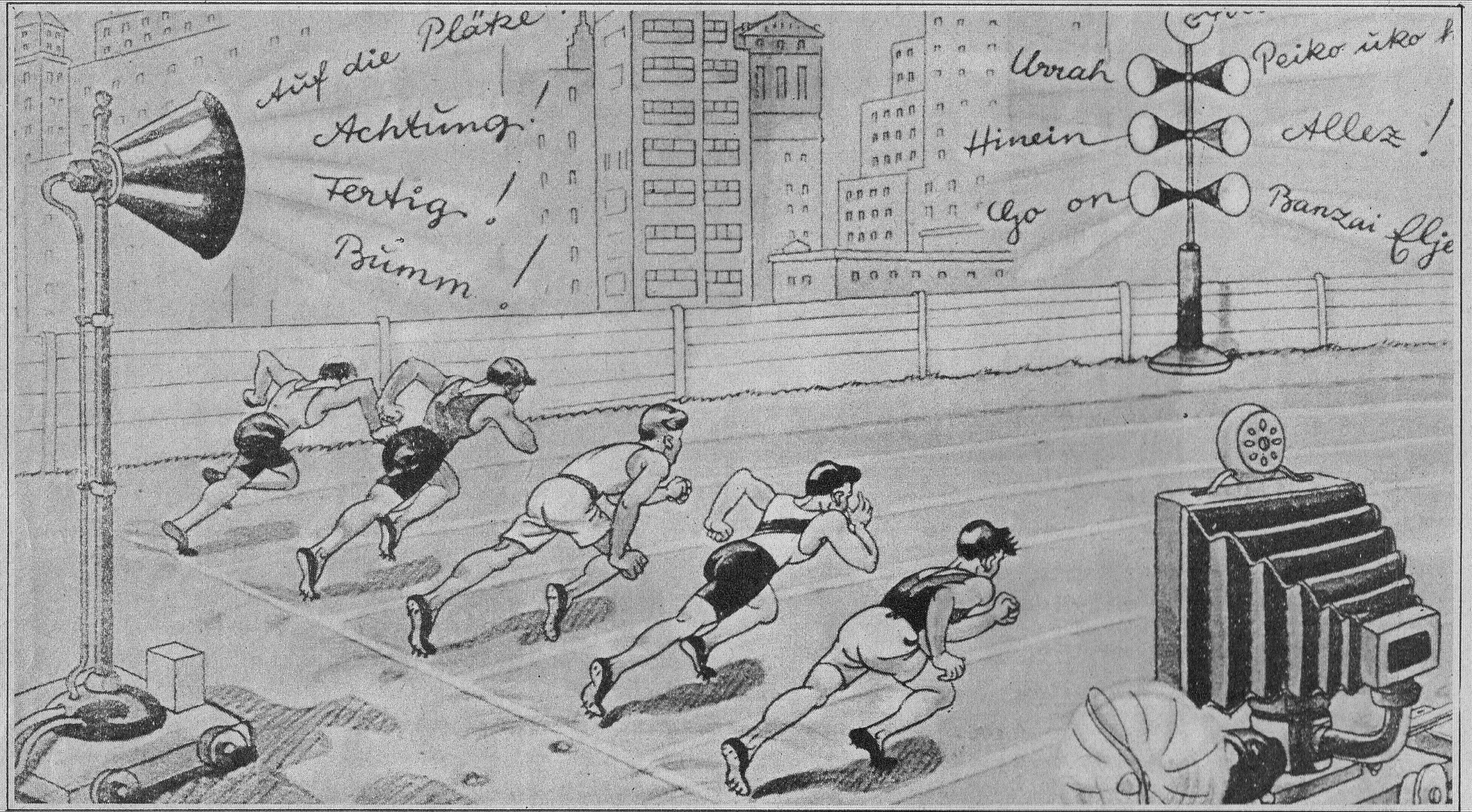
Un desen din Berliner Illustrirte Zeitung publicat în timpul Jocurilor Olimpice din 1936 de la Berlin prezice Jocurile Olimpice din 2000, când spectatori ar fi înlocuiți de televiziune și radio, cu aplauzele spectatorilor difuzate prin difuzoare; în ciuda predicției, spectatori continuă să urmărească Jocurile Olimpice atât în persoană, cât și prin transmisiile televizate globale.

Jocurile Olimpice de vară din 1936 de la Berlin au fost primele Jocuri transmise la televizor, deși doar pentru publicul local. Jocurile Olimpice de iarnă din 1956 din Italia au fost primele Jocuri Olimpice transmise internațional la televizor, iar drepturile de difuzare pentru următoarele Jocuri de iarnă din California au fost vândute pentru prima dată rețelelor de televiziune specializate—CBS a plătit 394.000 USD pentru drepturile americane. În deceniile următoare, Jocurile Olimpice au devenit unul dintre fronturile ideologice ale Războiului Rece, iar Comitetul Olimpic Internațional a dorit să profite de acest interes crescut prin intermediul televiziunii. Vânzarea drepturilor de difuzare a permis COI să crească expunerea Jocurilor Olimpice, generând astfel mai mult interes, ceea ce a sporit atractivitatea timpului de antenă pentru advertiseri. Acest ciclu a permis COI să perceapă taxe tot mai mari pentru aceste drepturi. De exemplu, CBS a plătit 375 de milioane USD pentru drepturile de difuzare americane pentru Jocurile de la Nagano din 1998, în timp ce NBC a cheltuit 3,5 miliarde USD pentru drepturile americane de a difuza fiecare ediție a Jocurilor Olimpice din 2000 până în 2012.
În 2011, NBC a semnat un contract de 4,38 miliarde USD cu COI pentru a difuza Jocurile Olimpice până la Jocurile din 2020, cel mai scump contract de drepturi de televiziune din istoria olimpică. NBC a semnat apoi o prelungire a contractului de 7,75 miliarde USD pe 7 mai 2014, pentru a difuza Jocurile Olimpice până în 2032. NBC a achiziționat, de asemenea, drepturile de televiziune americane pentru Jocurile Olimpice ale Tineretului, începând cu 2014, și pentru Jocurile Paralimpice. Mai mult de jumătate dintre sponsorii globali ai Comitetului Olimpic sunt companii americane, iar NBC este una dintre principalele surse de venit pentru COI.
Audiența a crescut exponențial din anii 1960 până la sfârșitul secolului al XX-lea. Acest lucru s-a datorat apariției sateliților pentru difuzarea televiziunii live la nivel mondial începând din 1964 și introducerii televiziunii color în 1968. Audiența globală pentru Jocurile din Ciudad de México din 1968 a fost estimată la 600 de milioane, în timp ce cifrele audienței la Jocurile de la Los Angeles din 1984 au crescut la 900 de milioane; acest număr a crescut la 3,5 miliarde până la Jocurile Olimpice de vară din 1992 de la Barcelona. Cu costurile mari percepute pentru difuzarea Jocurilor, presiunea suplimentară a internetului și competiția crescută din partea cablului, lobby-ul televiziunii a cerut concesii de la COI pentru a crește ratingurile. COI a răspuns prin a face o serie de modificări programului olimpic; la Jocurile de vară, competiția de gimnastică a fost extinsă de la șapte la nouă seri, iar un Gala Campionilor a fost adăugat pentru a atrage un interes mai mare; programele de evenimente au fost, de asemenea, extinse pentru înot și sărituri în apă, ambele sporturi populare cu o bază largă de telespectatori. Datorită taxelor substanțiale plătite de NBC pentru drepturile de difuzare, COI a permis rețelei să influențeze programarea evenimentelor pentru a maximiza ratingurile de televiziune din SUA, atunci când este posibil. Exemple notabile de maximizare a audienței de televiziune din SUA includ programarea finalelor probelor de înot doar în diminețile orașelor gazdă Beijing (în timpul Jocurilor din 2008) și Tokyo (în timpul Jocurilor din 2020), care coincid cu sloturile de difuzare de seară prime time din Statele Unite.

### Marketingul Olimpic
Fondurile provenite din programele de licențiere sprijină tot ceea ce este necesar pentru organizarea Jocurilor Olimpice, alături de alte surse de venituri, cum ar fi vânzarea de bilete și drepturile de difuzare, care reprezintă mai mult de 60 la sută.
Vânzarea mărcii olimpice a fost controversată. Argumentul este că Jocurile au devenit de nedistins de orice alt spectacol sportiv comercializat. O altă critică este faptul că Jocurile sunt finanțate de orașele gazdă și de guvernele naționale; CIO nu suportă niciun cost, dar controlează toate drepturile și profiturile din simbolurile olimpice. CIO își ia, de asemenea, un procent din toate veniturile generate de sponsorizări și difuzare. Orașele gazdă continuă să concureze intens pentru dreptul de a găzdui Jocurile, chiar dacă nu există nicio certitudine că își vor recupera investițiile. Cercetările au arătat că schimburile comerciale sunt cu aproximativ 30 la sută mai mari pentru țările care au găzduit Jocurile Olimpice.

## Simboluri

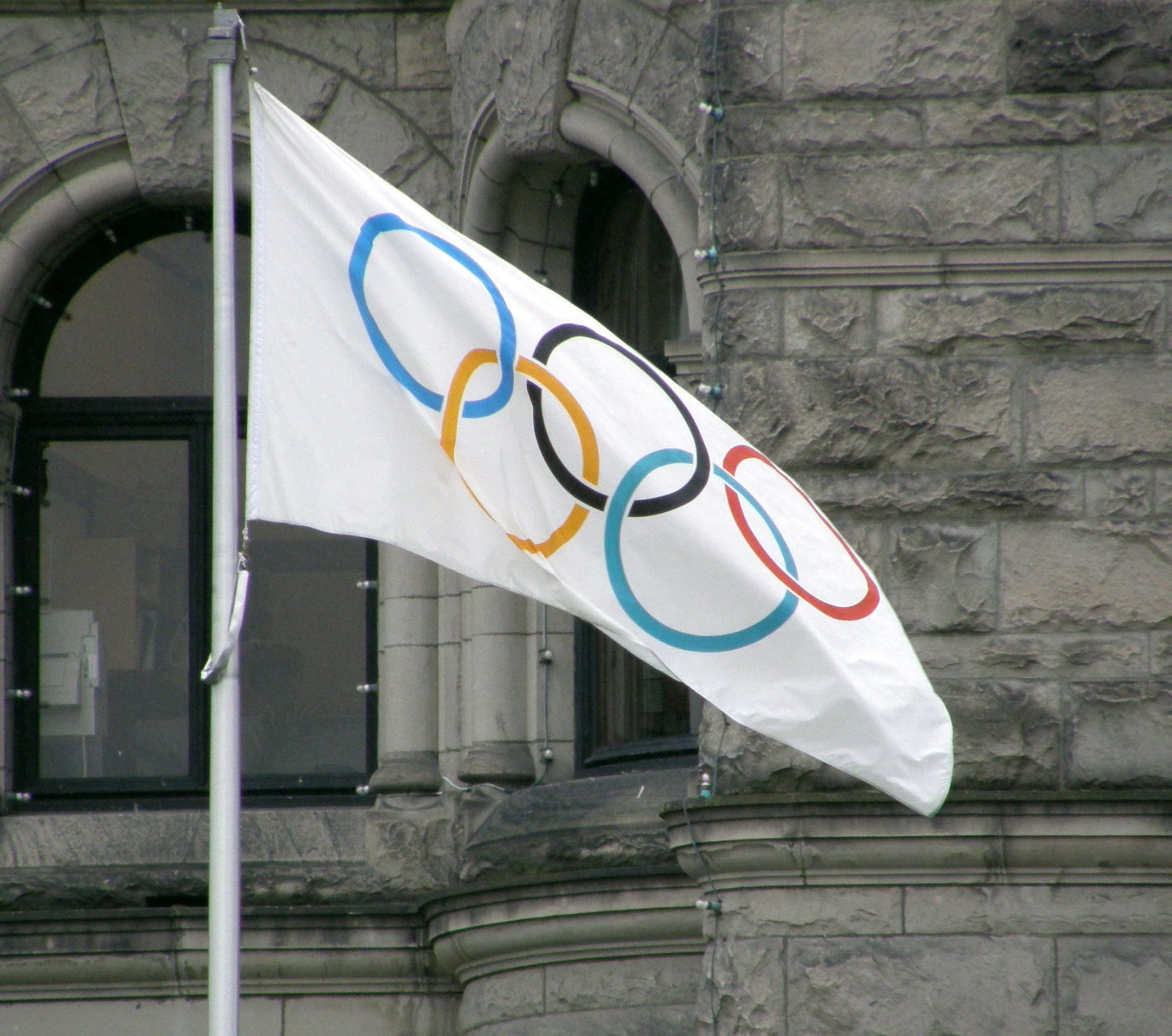
Steagul olimpic.

Mișcarea Olimpică folosește simboluri pentru a reprezenta idealurile consemnate în Carta Olimpică. Simbolul olimpic, cunoscut mai ales sub numele de Inelele Olimpice, este format din cinci inele împletite și reprezintă unititatea celor cinci continente populate (Africa, Americile (considerate un singur continent), Asia, Europa și Oceania). Versiunea colorată a inelelor — albastru, galben, negru, verde și roșu — pe un câmp alb formează steagul olimpic. Aceste culori au fost alese deoarece fiecare națiune avea cel puțin una dintre ele pe steagul său național. Steagul a fost adoptat în anul 1914, dar a fost arborat pentru prima dată abia la Jocurile Olimpice de vară din 1920 de la Anvers, Belgia. De atunci, a fost ridicat în timpul fiecărei ediții a Jocurilor. CIO deține drepturi exclusive de proprietate și control asupra utilizării simbolurilor olimpice prin Tratatul de la Nairobi privind Protejarea Simbolului Olimpic.
Motto-ul olimpic, Citius, Altius, Fortius, o expresie latinească care înseamnă „Mai repede, Mai sus, Mai tare”, a fost propus de Pierre de Coubertin în 1894 și este oficial din 1924. Motto-ul a fost creat de prietenul lui Coubertin, preotul Henri Didon din Ordinul Dominican, pentru o întâlnire a tineretului din Paris din 1891.
Idealurile olimpice ale lui Coubertin sunt exprimate în Credința olimpică:
Cel mai important lucru în Jocurile Olimpice nu este să câștigi, ci să participi, la fel cum cel mai important lucru în viață nu este triumful, ci lupta. Esențialul nu este să ai cucerit, ci să te fi luptat bine.
Cu câteva luni înainte de fiecare ediție a Jocurilor, Flacăra Olimpică este aprinsă la Templul Herei din Olimpia într-o ceremonie care reflectă ritualurile antice grecești. O interpretă, care joacă rolul de preoteasă, împreună cu alte zece interprete care reprezintă Vestalele, aprinde o torță plasând-o în interiorul unui reflector parabolic care concentrează razele soarelui; apoi aprinde torța primului purtător de relay (care este, de asemenea, un sportiv grec), inițiind astfel relayul torței olimpice care va transporta flacăra către stadionul olimpic al orașului gazdă, unde joacă un rol important în ceremonia de deschidere. Deși flacăra este un simbol olimpic din 1928, relayul torței a fost introdus abia la Jocurile Olimpice de vară din 1936 pentru a promova Al Treilea Reich.
Mascota olimpică, un animal, o figură umană sau antropomorfă care reprezintă patrimoniul cultural al țării gazdă, a fost introdusă la 1968. A jucat un rol important în promovarea identității Jocurilor începând cu Jocurile Olimpice de vară din 1980, când ursulețul sovietic Mișa a devenit celebru la nivel internațional. Mascota Jocurilor Olimpice de vară de la Londra a fost numită Wenlock după orașul Much Wenlock din Shropshire. Much Wenlock găzduiește încă Jocurile Olimpice Wenlock, care au fost o sursă de inspirație pentru Pierre de Coubertin în crearea Jocurilor Olimpice moderne. Mascota pentru Jocurile Olimpice de vară din 2024 de la Paris este o bonetă frigiană antropomorfă bazată pe cea purtată de Marianne în timpul Revoluției Franceze.

## Ceremonii

### Ceremonia de deschidere

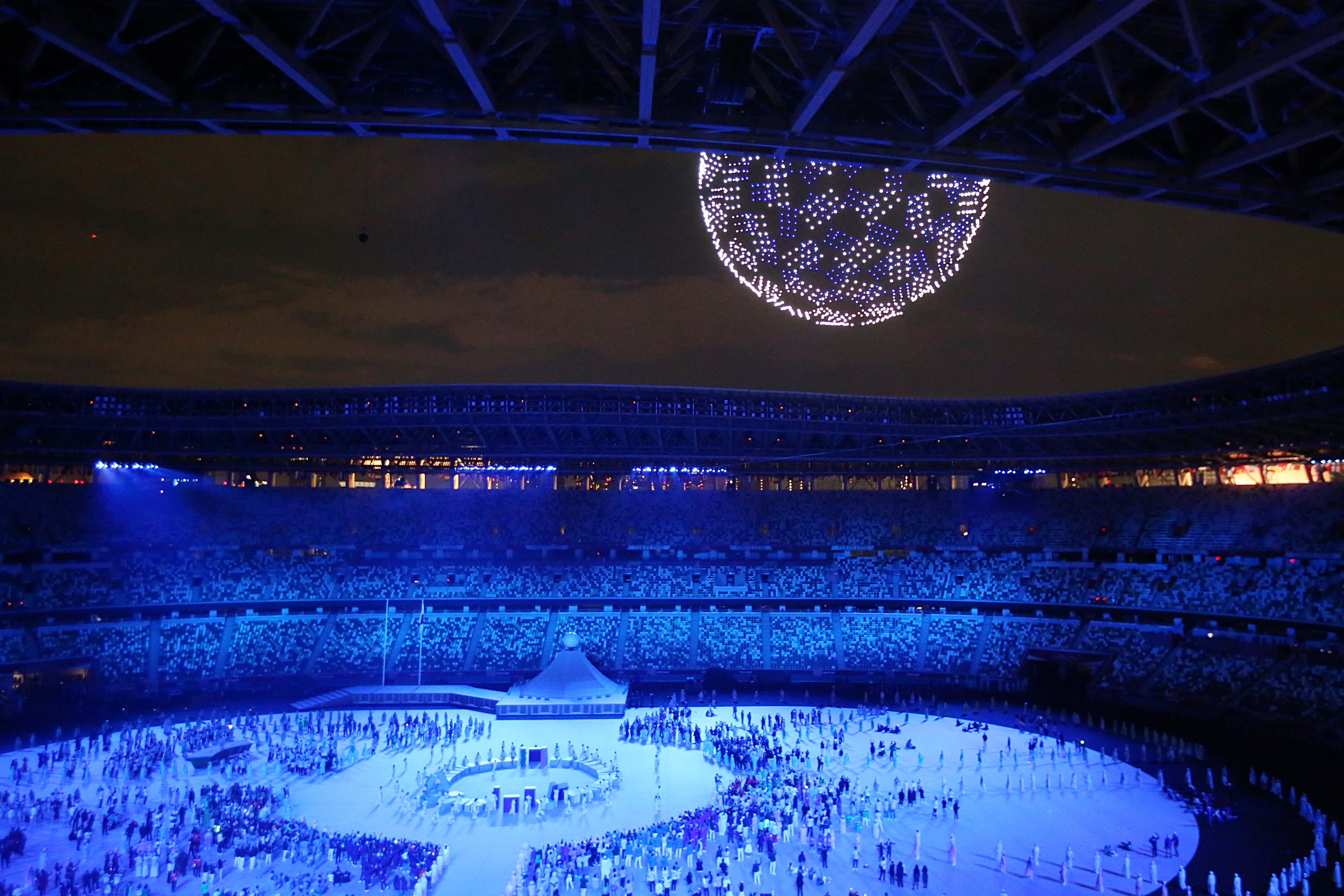
Ceremonia de deschidere a Jocurilor Olimpice de vară din 2020 de la Tokyo.

Conform prevederilor Cartei Olimpice, diverse elemente structurează ceremonia de deschidere a Jocurilor Olimpice. Această ceremonie are loc într-o zi de vineri și se desfășoară înainte de începerea competițiilor sportive (cu excepția unor meciuri de fotbal din faza grupelor, jocuri de softbal și probe de canotaj). Majoritatea ritualurilor pentru ceremonia de deschidere au fost stabilite la Jocurile Olimpice de vară din 1920 de la Anvers. Ceremonia începe de obicei cu intrarea președintelui Comitetului Olimpic Internațional și a unui reprezentant al țării gazdă, urmată de ridicarea steagului țării gazdă și de interpretarea imnului său național. Apoi, țara gazdă prezintă spectacole artistice de muzică, cântec, dans și teatru reprezentative pentru cultura sa. Prezentările artistice au crescut în amploare și complexitate, deoarece fiecare gazdă încearcă să ofere o ceremonie care să depășească în memorabilitate pe cea a predecesorului său. Ceremonia de deschidere a Jocurilor de la Beijing a costat, se pare, 100 de milioane de dolari, o mare parte din costuri fiind alocate segmentului artistic.
După partea artistică a ceremoniei, sportivii defilează pe stadion grupați pe națiuni. Grecia este în mod tradițional prima națiune care intră și conduce defilarea pentru a onora originile Jocurilor Olimpice. Națiunile intră apoi pe stadion în ordine alfabetică conform limbii alese de țara gazdă, iar sportivii țării gazdă intră ultimii. În timpul Jocurilor Olimpice de vară din 2004, găzduite la Atena, steagul Greciei a intrat primul pe stadion, în timp ce delegația greacă a intrat ultima. Începând cu Jocurile Olimpice de vară din 2020, gazdele următoare ale Jocurilor Olimpice (de vară sau de iarnă) vor intra imediat înaintea gazdei curente, în ordine descrescătoare. Sunt rostite discursuri de către Președintele Comitetului de Organizare, președintele CIO și șeful de stat/reprezentantul țării gazdă, deschizând oficial Jocurile. În cele din urmă, Flacăra Olimpică este adusă pe stadion și trecută de la un purtător la altul până când ajunge la ultimul purtător, adesea un sportiv olimpic de succes din țara gazdă, care aprinde flacăra olimpică în cazanul stadionului.

### Ceremonia de închidere

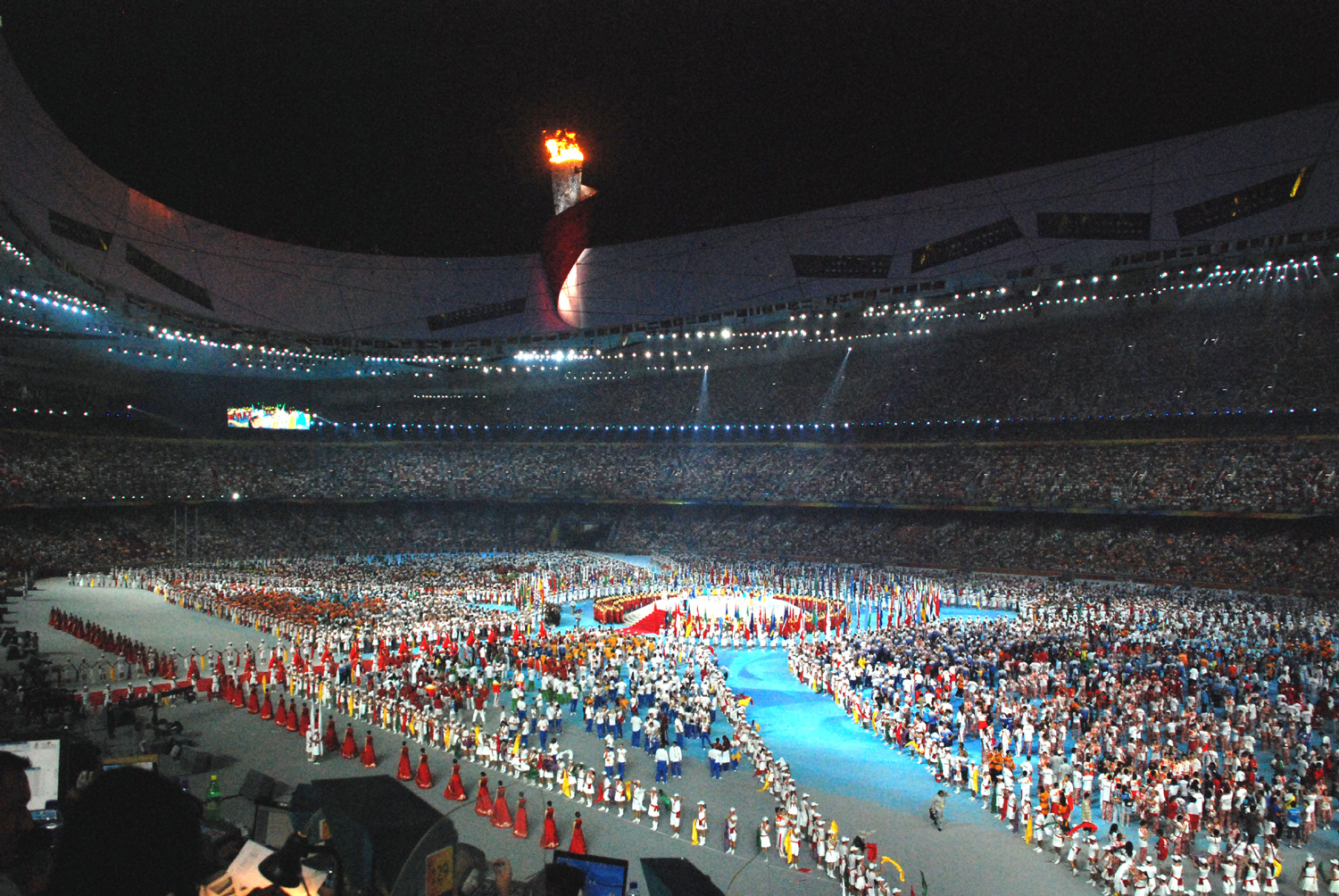
Ceremonia de închidere a Jocurilor Olimpice de vară din 2008 de la Beijing

Ceremonia de închidere a Jocurilor Olimpice are loc într-o zi de duminică, după încheierea tuturor competițiilor sportive. Purtătorii de steag ai fiecărei țări participante intră pe stadion, urmați de sportivi care intră împreună, fără nicio distincție națională. Trei steaguri naționale sunt ridicate în timp ce imnurile naționale corespunzătoare sunt interpretate: steagul țării gazdă curente, steagul Greciei, pentru a onora locul de naștere al Jocurilor Olimpice, și steagul țării care va găzdui următoarele Jocuri Olimpice de vară sau de iarnă. Președintele comitetului de organizare și președintele CIO țin discursurile de închidere, Jocurile sunt declarate oficial încheiate, iar flacăra olimpică este stinsă. În ceea ce este cunoscut sub numele de Ceremonia de la Anvers, primarul orașului care a găzduit Jocurile transferă un steag olimpic special președintelui CIO, care apoi îl predă primarului orașului care va găzdui următoarele Jocuri Olimpice. Apoi, următoarea țară gazdă se prezintă pe scurt prin spectacole artistice de dans și teatru reprezentative pentru cultura sa.
După cum este obiceiul, ultima ceremonie de decernare a medaliei din cadrul Jocurilor are loc în timpul ceremoniei de închidere. De obicei, la Jocurile Olimpice de vară sunt decernate medalii pentru maraton, iar la Jocurile Olimpice de iarnă sunt decernate medalii pentru proba de schi fond de masă.

### Ceremonia de decernare a medaliei

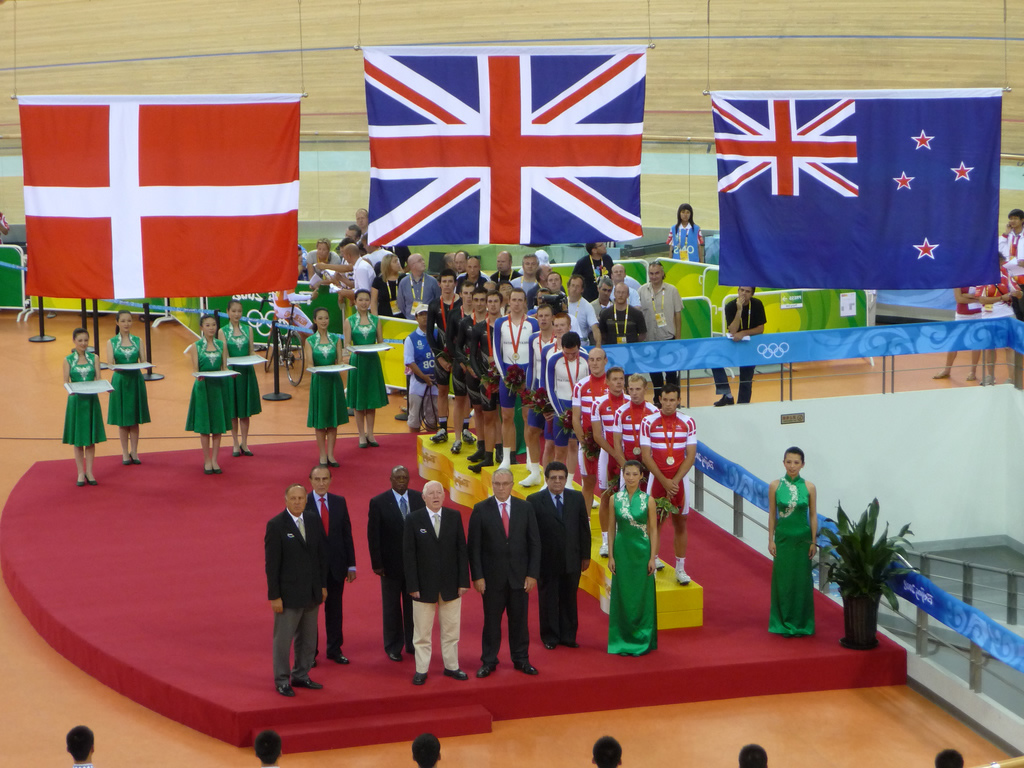
O ceremonie de medalie la Jocurile Olimpice de vară din 2008.

O ceremonie de decernare a medaliei are loc după încheierea fiecărui eveniment olimpic. Câștigătorul, precum și competitorii sau echipele clasate pe locul doi și trei, stau pe un podium cu trei trepte pentru a primi medalii corespunzătoare de la un membru al CIO. După ce medaliiile au fost acordate, steagurile naționale ale celor trei medaliați sunt ridicate, în timp ce imnul național al țării câștigătoare de medalii de aur este interpretat. Cetățeni voluntari din țara gazdă acționează, de asemenea, ca gazde în timpul ceremoniilor de decernare a medaliei, asistând oficialii care prezintă medaliiile și purtând steagurile. La Jocurile Olimpice de vară, fiecare ceremonie de decernare a medaliei are loc în locul unde s-a desfășurat evenimentul, dar la Jocurile Olimpice de iarnă, ceremoniile au loc de obicei într-un „piațetă” specială.
Practica de a decerna medalii olimpice pe podium în cadrul unor ceremonii a fost stabilită la Jocurile Olimpice de iarnă din 1932, inspirându-se de la podiumurile folosite la Jocurile Imperiului Britanic din 1930, așa cum a propus Melville Marks Robinson.

## Sporturi
Programul Jocurilor Olimpice cuprinde 35 de sporturi, 30 de discipline și 408 de probe. De exemplu, luptele sunt un sport olimpic de vară, care include două discipline: greco-roman și liber. Acestea sunt împărțite în 14 probe pentru bărbați și 4 probe pentru femei, fiecare reprezentând o clasă diferită de greutate. Programul Jocurilor Olimpice de vară include 26 de sporturi, în timp ce programul Jocurilor Olimpice de iarnă include 15 sporturi. Atletismul, înotul, scrima și gimnastica artistică sunt singurele sporturi de vară care nu au fost niciodată absente din programul olimpic. Schiul fond, patinajul artistic, hocheiul pe gheață, combinata nordică, săriturile cu schiurile și patinajul viteză au fost prezente în fiecare ediție a Jocurilor Olimpice de iarnă încă de la înființarea lor în 1924. Sporturi olimpice actuale, cum ar fi badmintonul, baschetul și voleiul, au apărut pentru prima dată în program ca sporturi demonstrative, fiind ulterior promovate la statutul de sporturi olimpice depline. Unele sporturi care au fost prezentate în ediții anterioare ale Jocurilor au fost ulterior eliminate din program.
Sporturile olimpice sunt guvernate de federații sportive internaționale (IFs) recunoscute de CIO ca supraveghetori globali ai acelor sporturi. Există 35 de federații reprezentate în cadrul CIO. Există sporturi recunoscute de CIO care nu sunt incluse în programul olimpic. Aceste sporturi nu sunt considerate sporturi olimpice, dar pot fi promovate la acest statut în cadrul unei revizuiri a programului care are loc în prima sesiune CIO după celebrarea Jocurilor Olimpice. În timpul unor astfel de revizuiri, sporturile pot fi excluse sau incluse în program pe baza unui vot de două treimi din membrii CIO. Există sporturi recunoscute care nu au fost niciodată incluse în programul olimpic în nicio capacitate, de exemplu, orientarea.
În octombrie și noiembrie 2004, CIO a înființat o Comisie pentru Programul Olimpic, care a fost însărcinată cu revizuirea sporturilor din programul olimpic și a tuturor sporturilor recunoscute neolimpice. Scopul a fost să se aplice o abordare sistematică pentru stabilirea programului olimpic pentru fiecare ediție a Jocurilor. Comisia a formulat șapte criterii pentru a evalua dacă un sport ar trebui inclus în programul olimpic. Aceste criterii sunt istoria și tradiția sportului, universalitatea, popularitatea sportului, imaginea, sănătatea sportivilor, dezvoltarea Federației Internaționale care guvernează sportul și costurile organizării sportului. Din acest studiu au rezultat cinci sporturi recunoscute ca fiind candidate pentru includerea în Jocurile Olimpice de vară din 2012: golf, karate, rugby în VII, sporturi cu role și squash. Aceste sporturi au fost revizuite de către Comitetul Executiv al CIO și apoi trimise la Sesiunea Generală de la Singapore din iulie 2005. Dintre cele cinci sporturi recomandate pentru includere, doar două au fost selectate ca finaliste: karate și squash. Niciunul dintre sporturi nu a obținut votul necesar de două treimi și, în consecință, nu au fost promovate în programul olimpic. În octombrie 2009, CIO a votat pentru includerea golfului și rugby-ului în VII ca sporturi olimpice la 2016 și 2020.
Cea de-a 114-a Sesiune CIO, din 2002, a limitat programul Jocurilor de vară la un maxim de 28 de sporturi, 301 de probe și 10.500 de sportivi. Trei ani mai târziu, la a 117-a Sesiune CIO, a avut loc prima revizuire majoră a programului, care a dus la excluderea baseballului și softballului din programul oficial al Jocurilor Olimpice de vară din 2012 de la Londra. Deoarece nu s-a ajuns la un acord privind promovarea a două alte sporturi, programul din 2012 a inclus doar 26 de sporturi. Jocurile din 2016 și 2020 vor reveni la maximul de 28 de sporturi, datorită adăugării rugby-ului și golfului.

### Amatorismul și profesionalismul

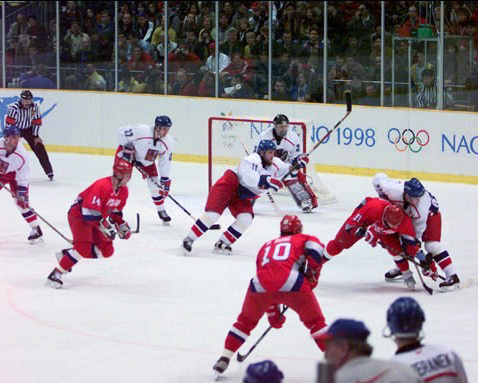
Jocul pentru medalia de aur dintre Rusia și Republica Cehă la Jocurile Olimpice de iarnă din 1998

Excluderea profesioniștilor a provocat mai multe controverse de-a lungul istoriei Jocurilor Olimpice moderne. Campionul olimpic la pentatlon și decatlon de la Jocurile Olimpice din 1912, Jim Thorpe, și-a pierdut medalile când s-a descoperit că jucase baseball semi-profesionist înainte de Jocuri. Medaliiile lui au fost restituite postum de CIO în 1983, după ce s-a decis că decizia de a-i retrage medaliiile a fost luată în afara termenului de 30 de zile. Schiorii elvețieni și austrieci au boicotat Jocurile Olimpice de iarnă din 1936 în semn de sprijin pentru profesorii lor de schi, cărora nu li s-a permis să concureze deoarece câștigau bani din sport și erau, prin urmare, considerați profesioniști.
Apariția „sportivilor amatori cu normă întreagă” sprijiniți de stat din țările Blocului Estic a erodat ideologia amatorului pur, deoarece i-a pus pe amatorii autofinanțați din țările occidentale într-o poziție de dezavantaj. Uniunea Sovietică a trimis echipe de sportivi care erau nominal studenți, soldați sau lucrători într-o profesie, dar care, în realitate, erau plătiți de stat pentru a se antrena cu normă întreagă. Această situație a dezavantajat puternic sportivii americani și europeni occidentali și a fost un factor major în declinul numărului de medalii câștigate de Statele Unite în anii 1970 și 1980. Ca urmare, Jocurile Olimpice s-au îndepărtat de amatorism, așa cum fusese imaginat de Pierre de Coubertin, permițând participarea sportivilor profesioniști, dar abia în anii 1990, după prăbușirea Uniunii Sovietice și scăderea influenței sale în cadrul Comitetului Olimpic Internațional.

#### Disputa echipei Canadei de hochei pe gheață
Sfârșitul anilor 1960 a adus o problemă majoră pentru Asociația Canadiană de Hochei Amator (CAHA), care a simțit că jucătorii săi amatori nu mai puteau fi competitivi față de echipa Uniunii Sovietice, compusă din sportivi cu normă întreagă, și față de celelalte echipe europene în continuă îmbunătățire. CAHA a început să militeze pentru dreptul de a folosi jucători din ligi profesioniste, dar s-a confruntat cu opoziția din partea Federației Internaționale de Hochei pe Gheață (IIHF) și a CIO. La Congresul IIHF din 1969, IIHF a decis să permită Canadei să folosească nouă jucători profesioniști care nu jucau în NHL la Campionatele Mondiale din 1970 de la Montreal și Winnipeg, Canada. Decizia a fost anulată în ianuarie 1970, după ce Avery Brundage a declarat că statutul hocheiului pe gheață ca sport olimpic ar fi pus în pericol dacă schimbarea ar fi fost făcută. Ca răspuns, Canada s-a retras din competițiile internaționale de hochei pe gheață, iar oficialii au declarat că nu se vor întoarce până când nu va fi instituită o „competiție deschisă”. Günther Sabetzki a devenit președintele IIHF în 1975 și a contribuit la rezolvarea disputei cu CAHA. În 1976, IIHF a acceptat să permită o „competiție deschisă” între toți jucătorii la Campionatele Mondiale. Cu toate acestea, jucătorii NHL nu au fost permisi să participe la Jocurile Olimpice până în 1988, din cauza politicii CIO de a permite doar amatorilor.

## Controverse

### Boicoturi

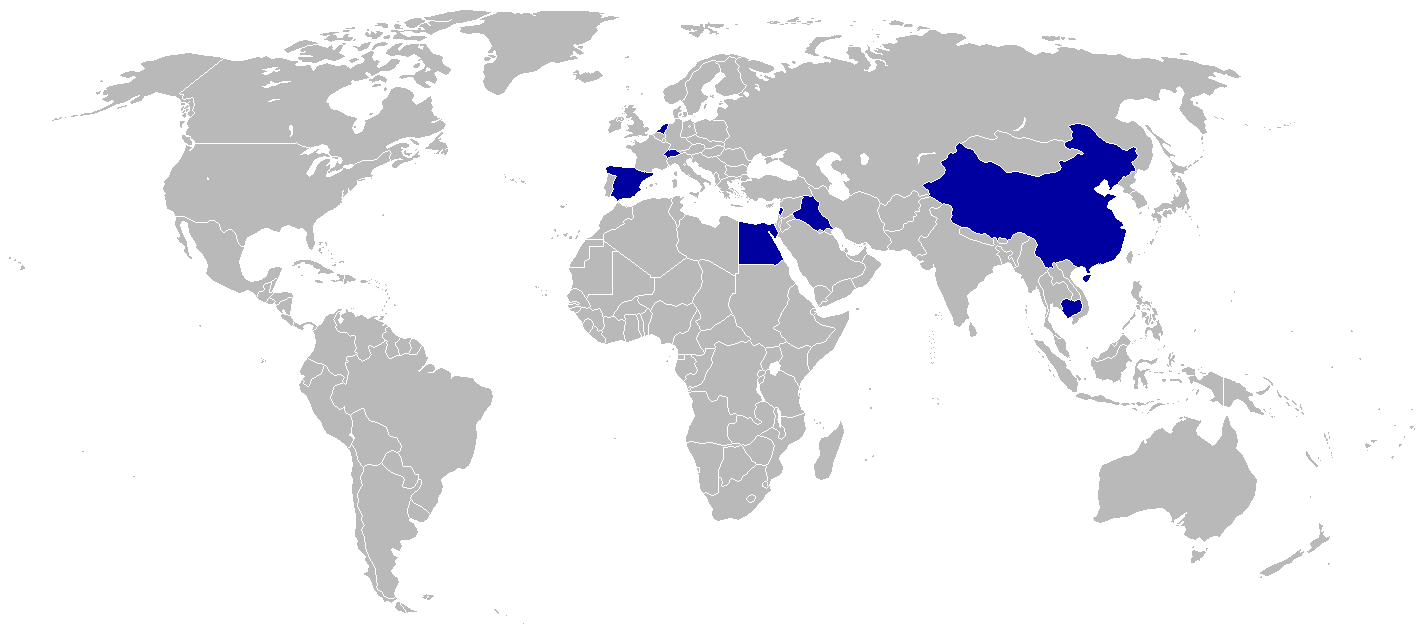
Țările care au boicotat Jocurile Olimpice din 1956 (marcate cu albastru)

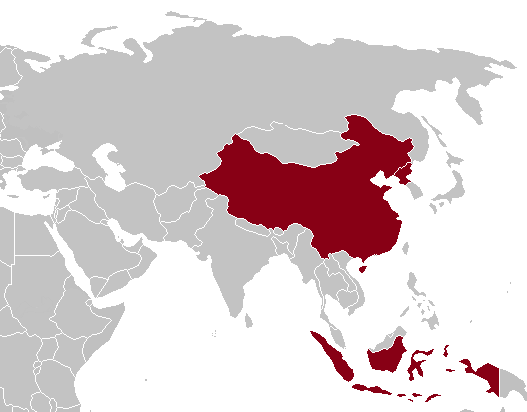
Țările care au boicotat Jocurile Olimpice din 1964 (marcate cu roșu)

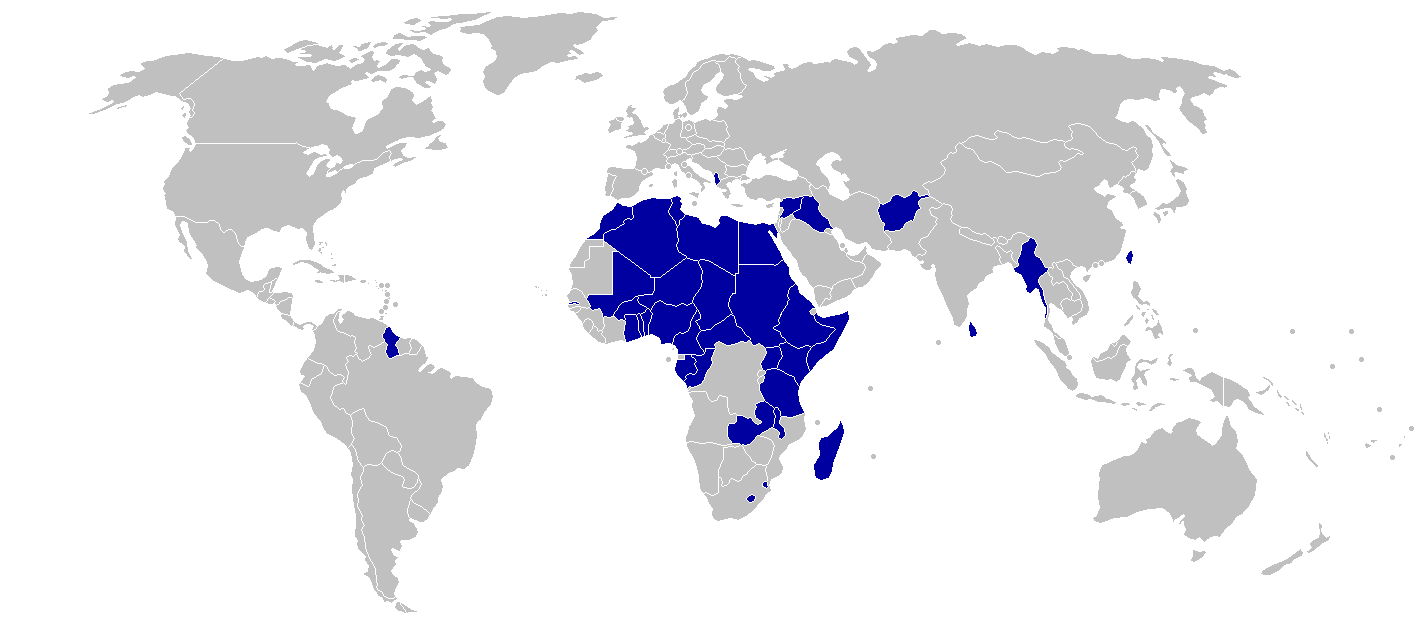
Țările care au boicotat Jocurile Olimpice din 1976 (marcate cu albastru)

Țările care au boicotat Jocurile Olimpice din 1980 (marcate cu albastru)

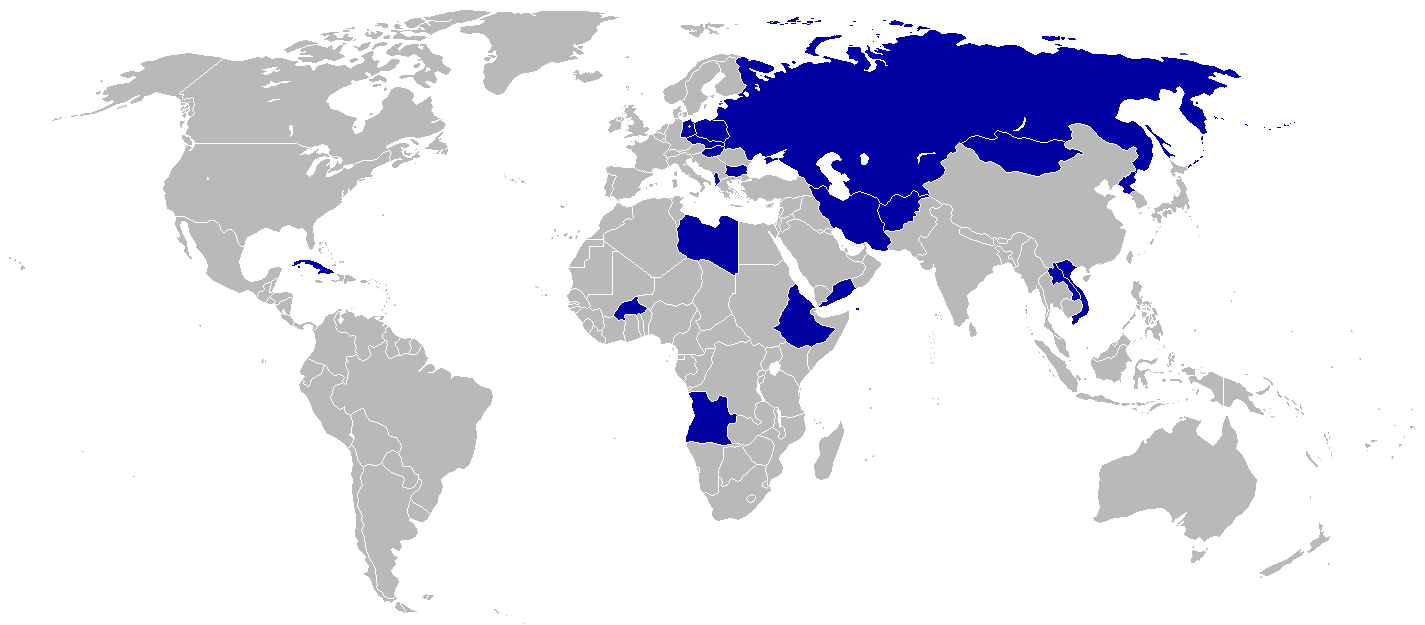
Țările care au boicotat Jocurile Olimpice din 1984 (marcate cu albastru)

Australia, Franța, Grecia, Elveția și Regatul Unit sunt singurele țări care au fost reprezentate la toate Jocurile Olimpice de la începuturile acestora în 1896. Deși unele țări lipsesc uneori de la o ediție a Jocurilor din cauza lipsei de sportivi calificați, altele aleg să boicoteze evenimentul din diverse motive. Consiliul Olimpic al Irlandei a boicotat Jocurile Olimpice de la Berlin din 1936, deoarece CIO a insistat ca echipa sa să fie restricționată la Statul Liber Irlandez și să nu reprezinte întreaga insulă a Irlandei.
Au existat trei boicoturi ale Jocurilor Olimpice de la Melbourne din 1956: Țările de Jos, Spania și Elveția au refuzat să participe din cauza represiunii revoltei din Ungaria de către Uniunea Sovietică, dar au trimis totuși o delegație ecvestră la Stockholm; Cambodgia, Egipt, Irak și Liban au boicotat Jocurile din cauza Crizei Suezului; iar Republica Populară Chineză a boicotat evenimentul din cauza participării Republicii Chineze, formată din sportivi proveniți din Taiwan.
În 1972 și 1976, un număr mare de țări africane au amenințat CIO cu un boicot pentru a forța excluderea Africa de Sud și Rodesia din competiție, din cauza politicilor lor de segregare rasială. Noua Zeelandă a fost, de asemenea, vizată de țările africane, deoarece echipa sa națională de rugby a efectuat un turneu în Africa de Sud condusă de apartheid. CIO a cedat în primele două cazuri, dar a refuzat să interzică participarea Noii Zeelande, argumentând că rugby-ul nu este un sport olimpic.
În 1980 și 1984, adversarii Războiului Rece au boicotat reciproc Jocurile. Statele Unite și alte șaizeci și cinci de țări au boicotat Jocurile Olimpice de la Moscova din 1980 din cauza invaziei sovietice în Afganistan. Acest boicot a redus numărul națiunilor participante la 80, cel mai mic număr din 1956.
Uniunea Sovietică și alte 15 națiuni au răspuns boicotând Jocurile Olimpice de la Los Angeles din 1984. Deși absența țărilor din Blocul de Est a redus competiția în anumite sporturi, 140 de Comitete Olimpice Naționale au participat, un record la acea vreme.
Încălcările continue ale drepturilor omului din China au condus la "boicoturi diplomatice" ale Jocurilor Olimpice de la Beijing, unde sportivii au concurat, dar diplomații nu au participat.

### Politică
Jocurile Olimpice au fost folosite ca platformă pentru promovarea ideologiilor politice aproape de la începuturile lor. Germania Nazistă a dorit să înfățișeze Partidul Național Socialist ca fiind binevoitor și pașnic atunci când a găzduit Jocurile din 1936, deși a folosit Jocurile pentru a demonstra superioritatea ariană. Germania a fost cea mai de succes națiune la Jocuri, ceea ce a sprijinit afirmațiile lor despre supremația ariană, dar victoriile notabile ale afro-americanului Jesse Owens, care a câștigat patru medalii de aur, și ale evreicei maghiare Ibolya Csák, au diminuat acest mesaj. Uniunea Sovietică nu a participat până la Jocurile Olimpice de vară din 1952 de la Helsinki. În schimb, începând din 1928, sovieticii au organizat un eveniment sportiv internațional numit Spartakiade. În perioada interbelică a anilor 1920 și 1930, organizații comuniste și socialiste din mai multe țări, inclusiv din Statele Unite, au încercat să contracareze ceea ce au numit „Jocurile Olimpice burgheze” cu Jocurile Olimpice ale Muncitorilor. Abia la Jocurile Olimpice de vară din 1956 sovieticii au ieșit în evidență ca o superputere sportivă și, făcând acest lucru, au profitat la maximum de publicitatea care a venit odată cu victoriile la Jocurile Olimpice. Succesul Uniunii Sovietice ar putea fi atribuit investițiilor masive ale statului în sport pentru a-și îndeplini agenda politică pe scena internațională.
Sportivii individuali au folosit, de asemenea, scena olimpică pentru a-și promova propriile agenda politice. La Jocurile Olimpice de vară din 1968 de la Ciudad de México, doi atleți americani, Tommie Smith și John Carlos, care au terminat pe primul și, respectiv, pe al treilea loc la proba de 200 m, au făcut salutul Puterii Negre pe podium. Locul doi, Peter Norman din Australia, a purtat o insignă Olympic Project for Human Rights în semn de sprijin pentru Smith și Carlos. Ca răspuns la protest, președintele CIO, Avery Brundage, a ordonat suspendarea lui Smith și Carlos din echipa SUA și interzicerea accesului lor în Satul Olimpic. Când Comitetul Olimpic American a refuzat, Brundage a amenințat că va interzice participarea întregii echipe de atletism a SUA. Această amenințare a condus la expulzarea celor doi sportivi de la Jocuri. Într-un alt incident notabil din competiția de gimnastică, în timp ce se afla pe podiumul medaliei după finala la sol, în care Natalia Kuchinskaya din Uniunea Sovietică a câștigat controversat medalia de aur, gimnasta cehoslovacă Věra Čáslavská și-a întors capul în jos și în lateral în timpul interpretării imnului sovietic. Acțiunea a fost un protest tăcut al lui Čáslavská împotriva recentei invazii sovietice a Cehoslovaciei. Protestul ei s-a repetat când a acceptat medalia pentru proba de sol, când arbitrii au modificat scorurile preliminare ale sovieticei Larisa Petrik pentru a permite acesteia să facă egalitate cu Čáslavská pentru medalia de aur. În timp ce concetățenii lui Čáslavská au sprijinit acțiunile ei și opoziția ei față de comunism (ea semnase public și sprijinise manifestul „Două mii de cuvinte” al lui Ludvik Vaculik), noul regim a răspuns interzicându-i participarea la evenimente sportive și călătoriile internaționale timp de mulți ani, făcând-o un paria în societate până la căderea comunismului.
În prezent, guvernul Iranului a luat măsuri pentru a evita orice competiție între sportivii săi și cei din Israel. Un judocan iranian, Arash Miresmaeili, nu a concurat într-un meci împotriva unui israelian la Jocurile Olimpice de vară din 2004. Deși a fost descalificat oficial pentru depășirea greutății, Miresmaeli a primit 125.000 de dolari americani în premii de la guvernul iranian, o sumă acordată tuturor câștigătorilor de medalii de aur din Iran. A fost oficial exonerat de intentia de a evita meciul, dar primirea banilor a stârnit suspiciuni.
În 2022, în urma invaziei Rusiei în Ucraina, Comitetul Executiv al CIO a „recomandat ca sportivii și oficialii ruși și belaruși să nu participe, îndemnând federațiile sportive internaționale și organizatorii evenimentelor sportive din întreaga lume să facă tot posibilul pentru a se asigura că niciun sportiv sau oficial sportiv din Rusia sau Belarus să nu fie lăsat să participe sub numele Rusiei sau Belarusului.” În 2023, CIO a anunțat că sportivii ruși și belaruși ar putea participa la Jocurile Olimpice în anumite condiții: nu trebuie să-și reprezinte țara sau orice organizație asociată, iar cei care sprijină activ invazia Rusiei în Ucraina sunt excluși de la competiții. Această decizie a avut ca scop să permită sportivilor să concureze și să-și îmbunătățească statutul. În timp ce 32 de sportivi au acceptat invitația, 28 de sportivi calificați au refuzat. Concurenții sub un steag și uniformă neutră au avut un cântec neutru interpretat dacă au câștigat medalii, în locul imnurilor naționale. În plus, publicului i s-a interzis să fluture steaguri.

### Utilizarea substanțelor care îmbunătățesc performanța

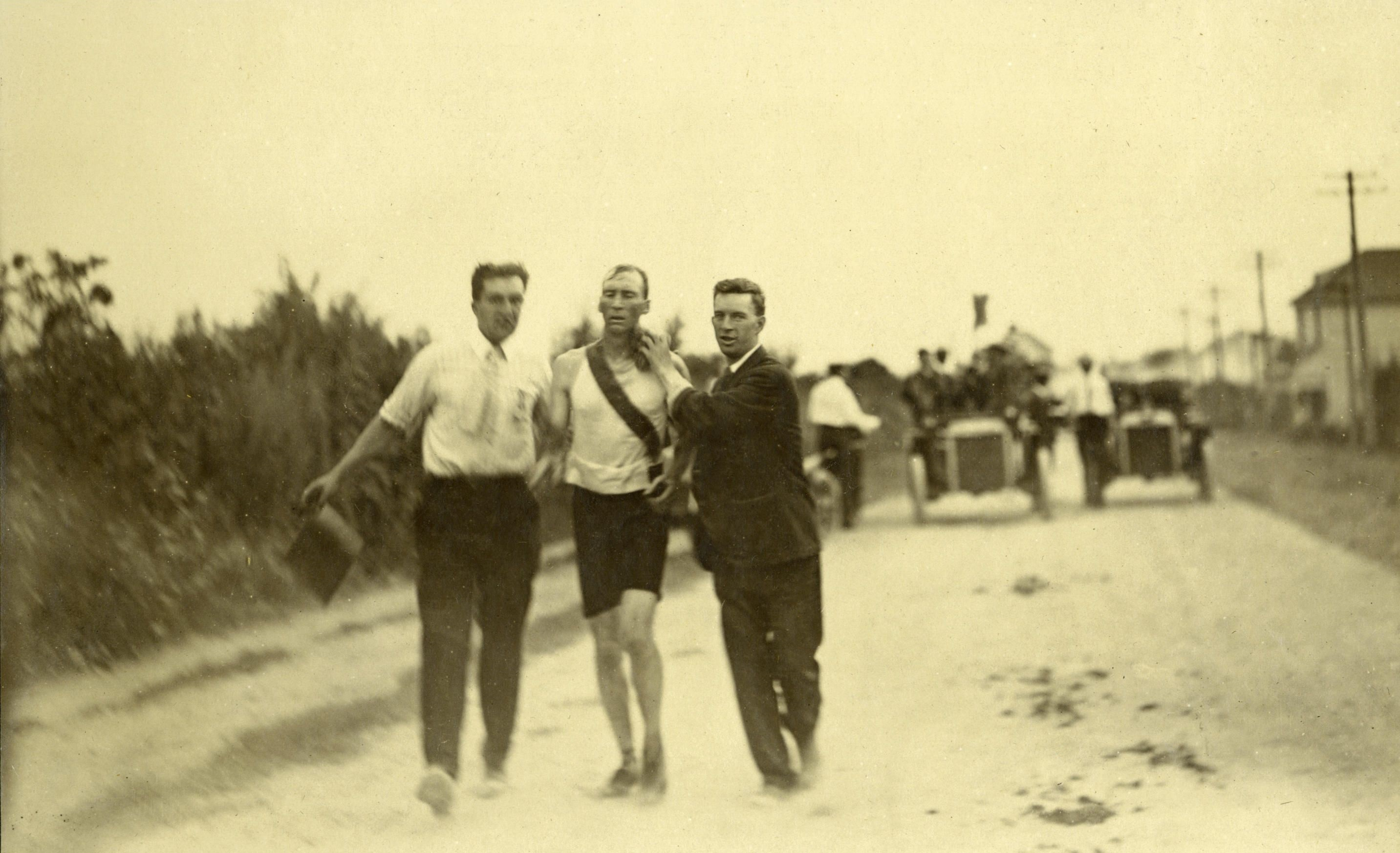
Thomas Hicks a alergat la maratonul de la Jocurile Olimpice din 1904 din St. Louis

La începutul secolului XX, mulți sportivi olimpici au început să folosească droguri pentru a-și îmbunătăți abilitățile atletice. De exemplu, în 1904, Thomas Hicks, un medaliat cu aur la maraton, a primit stricnină de la antrenorul său (la acea vreme, consumul de diferite substanțe era permis, deoarece nu existau date cu privire la efectul acestor substanțe asupra corpului unui sportiv). Singura moarte olimpică legată de îmbunătățirea performanței a avut loc la Jocurile Olimpice de vară din 1960 de la Roma. Un ciclist danez, Knud Enemark Jensen, a căzut de pe bicicletă și a murit mai târziu. O anchetă a medicului legist a descoperit că era sub influența amfetaminelor. Până la mijlocul anilor 1960, federațiile sportive au început să interzică utilizarea substanțelor care îmbunătățesc performanța; în 1967, CIO a făcut la fel.
Potrivit jurnalistului britanic Andrew Jennings, un colonel al KGB a declarat că ofițerii agenției s-au dat drept autorități anti-doping din partea Comitetului Olimpic Internațional pentru a submina testele de doping și că sportivii sovietici au fost „salvați cu [aceste] eforturi uriașe”. Pe tema Jocurilor Olimpice de vară din 1980, un studiu australian din 1989 a afirmat: „Aproape niciun câștigător de medalie la Jocurile de la Moscova, cu siguranță niciun medaliat cu aur, nu este pe un fel de drog sau altul: de obicei mai multe tipuri. Jocurile de la Moscova ar fi putut la fel de bine să se numească Jocurile Chimistilor.”
În 2016, documentele obținute au dezvăluit planurile Uniunii Sovietice pentru un sistem de doping la nivel de stat în atletism în pregătirea pentru Jocurile Olimpice de vară din 1984 de la Los Angeles. Datat înainte de decizia țării de a boicota Jocurile, documentul detaliază operațiunile existente de steroizi ale programului, împreună cu sugestii pentru îmbunătățiri suplimentare. Comunicarea, adresată șefului atletismului Uniunii Sovietice, a fost pregătită de Sergei Portugalov de la Institutul de Cultură Fizică. Portugalov a fost, de asemenea, una dintre figurile principale implicate în implementarea programului de doping din Rusia înaintea Jocurilor Olimpice de vară din 2016.
Primul sportiv olimpic care a dat pozitiv la testele de dopaj a fost Hans-Gunnar Liljenwall, un pentatlonist suedez la Jocurile Olimpice de vară din 1968, care și-a pierdut medalia de bronz din cauza consumului de alcool. Una dintre cele mai mediatizate descalificări legate de dopaj a avut loc după Jocurile Olimpice de vară din 1988, când sprinterul canadian Ben Johnson (care a câștigat cursa de 100 de metri) a dat pozitiv la stanozolol.
În 1999, CIO a înființat Agenția Mondială Anti-Doping (WADA) în încercarea de a sistematiza cercetarea și detectarea substanțelor care îmbunătățesc performanța. A existat o creștere semnificativă a testelor pozitive de droguri la Jocurile Olimpice de vară din 2000 și Jocurile Olimpice de iarnă din 2002 din cauza îmbunătățirii condițiilor de testare. Mai mulți medaliați în haltere și schi fond din statele post-sovietice au fost descalificați din cauza încălcărilor legate de dopaj. Regimul de testare a drogurilor stabilit de CIO (cunoscut acum sub numele de Standardul Olimpic) a stabilit un standard mondial pe care alte federații sportive încearcă să-l imite. În timpul Jocurilor de la Beijing, 3.667 de sportivi au fost testați de CIO sub egida Agenției Mondiale Anti-Doping. Atât testele de urină, cât și cele de sânge au fost folosite pentru a detecta substanțele interzise. La Londra, peste 6.000 de sportivi olimpici și paralimpici au fost testați. Înaintea Jocurilor, 107 de sportivi au dat pozitiv la substanțe interzise și nu au fost lăsați să concureze.
În 2024, zvonurile despre dopajul din China s-au răspândit, mulți dintre sportivi, în special înotători, fiind acuzați de dopaj înainte de Jocurile Olimpice de la Tokyo 2020. 23 de înotători chinezi au dat pozitiv la substanțe interzise, atât Agenția Mondială Anti-Doping, cât și Federația Internațională de Natație acceptând afirmațiile chineze că testele pozitive au fost cauzate de alimente contaminate. După ce FBI și Departamentul de Justiție au început o investigație, CIO a amenințat că va retrage Jocurile Olimpice din 2034 de la Salt Lake City, dacă nu se renunță la investigație.

#### Scandalul de dopaj din Rusia
Pentru mai multe detalii, vedeți Dopaj în Rusia.Dopajul în sportul rus are un caracter sistemic. Rusia a avut 44 de medalii olimpice retrase din cauza încălcărilor legate de dopaj – cele mai multe dintre toate țările și mai mult de un sfert din totalul global. Între 2011 și 2015, peste o mie de competitori ruși din diverse sporturi, inclusiv sporturi de vară, de iarnă și paralimpice, au beneficiat de un sistem de acoperire. Rusia a fost parțial interzisă la Jocurile Olimpice de vară din 2016 și a fost interzisă la Jocurile Olimpice de iarnă din 2018 (în timp ce a fost permisă participarea sub denumirea de „Sportivi Olimpici din Rusia”) din cauza programului de dopaj sponsorizat de stat.
În decembrie 2019, Rusia a fost interzisă timp de patru ani de la toate evenimentele sportive majore din cauza dopajului sistemic și a minciunilor aduse Agenției Mondiale Anti-Doping (WADA). Interdicția a fost emisă de WADA pe 9 decembrie 2019, iar agenția rusă anti-doping RUSADA a avut 21 de zile pentru a face o contestație la Curtea de Arbitraj Sportiv (CAS). Interdicția însemna că sportivii ruși ar fi putut concura doar sub steagul olimpic după ce treceau testele anti-doping. Rusia a contestat decizia la CAS. CAS, după examinarea cazului Rusiei împotriva WADA, a decis pe 17 decembrie 2020 să reducă pedeapsa impusă de WADA. În loc să interzică Rusia de la evenimentele sportive, decizia a permis Rusiei să participe la Jocurile Olimpice și la alte evenimente internaționale, dar pentru o perioadă de doi ani, echipa nu poate folosi numele, steagul sau imnul Rusiei și trebuie să se prezinte ca „Sportiv Neutru” sau „Echipă Neutră”. Decizia permite ca echipamentul echipei să afișeze „Rusia” pe uniformă, precum și utilizarea culorilor steagului Rusiei în designul uniformei, deși numele trebuie să fie la fel de predominant ca și denumirea de „Sportiv/Echipă Neutră”.
În februarie 2022, în timpul Jocurilor Olimpice de la Beijing, mass-media internațională a raportat pe 9 februarie că problema dopajului a fost ridicată din nou în legătură cu un test pozitiv pentru trimetazidină al Kamailei Valieva din partea Comitetului Olimpic Rus (ROC), lucru confirmat oficial pe 11 februarie. Proba lui Valieva în cauză a fost prelevată de Agenția Rusă Anti-Doping (RUSADA) la Campionatul Rus de Patinaj Artistic din 2022 pe 25 decembrie, dar proba nu a fost analizată în laboratorul Agenția Mondială Anti-Doping (WADA) unde a fost trimisă pentru testare decât pe 8 februarie, o zi după încheierea probei pe echipe. Curtea de Arbitraj Sportiv (CAS) trebuia să audieze cazul pe 13 februarie, cu o decizie programată pentru anunț pe 14 februarie, înainte de apariția ei programată în proba feminină de simplu începând cu 15 februarie. Deoarece Valieva era minoră la momentul respectiv, precum și clasificată ca „persoană protejată” conform regulilor WADA, RUSADA și CIO au anunțat pe 12 februarie că vor extinde sfera investigațiilor lor pentru a include membri ai anturajului ei (de exemplu, antrenori, medicii echipei etc.). Până la sfârșitul Jocurilor Olimpice de la Beijing, un total de cinci sportivi au fost raportați pentru încălcări legate de dopaj. O decizie a RUSADA a fost emisă la mijlocul lunii octombrie, care a fost aprobată de WADA, stabilind că detaliile audierii lui Valieva și datele programate vor fi plasate sub reglementările internaționale pentru protecția minorilor (Valieva avea 15 ani când rezultatele testelor pozitive au fost dezvăluite) și nu vor fi făcute publice. Deși Rusia ca țară este în prezent interzisă să participe la evenimentele internaționale de patinaj din cauza invaziei Rusiei în Ucraina, Valieva a continuat să concureze în interiorul granițelor Rusiei fără a fi împiedicată de RUSADA, cel mai recent la Grand Prix-ul Rus din octombrie 2022. La mijlocul lunii noiembrie, WADA a solicitat ca CAS să preia examinarea cazului Valieva cu scopul de a suspenda sportiva timp de 4 ani, ceea ce ar exclude-o de la competiția de la următoarele Jocuri Olimpice de Iarnă și de a anula performanța sa de pe primul loc de la Jocurile Olimpice anterioare de la Beijing, deoarece „Agenția Rusă Anti-Doping (RUSADA) nu a respectat termenul limită impus de WADA de 4 noiembrie pentru a emite un verdict în cazul Valieva”.

### Discriminarea pe bază de sex

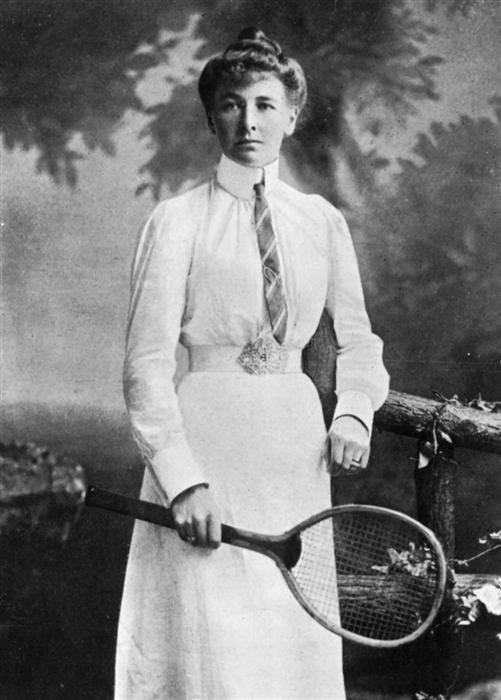
Charlotte Cooper din Regatul Unit, prima femeie campioană olimpică, la Jocurile din anul 1900.

Femeile au fost permise pentru prima dată să concureze la Jocurile Olimpice de vară din 1900 de la Paris, dar la Jocurile Olimpice de vară din 1992 35 de țări încă trimiteau delegații formate doar din bărbați. Acest număr a scăzut rapid în următorii ani. În 2000, Bahrain a trimis pentru prima dată două sportive: Fatema Hameed Gerashi și Mariam Mohamed Hadi Al Hilli. În 2004, Robina Muqimyar și Fariba Rezayee au devenit primele femei care au concurat pentru Afganistan la Jocurile Olimpice. În 2008, Emiratele Arabe Unite au trimis pentru prima dată sportive; Maitha Al Maktoum a concurat în taekwondo, iar Latifa Al Maktoum în echitație. Ambele sportive făceau parte din familia regală a Dubaiului.
Până în anul 2010, doar trei țări nu trimiseseră niciodată sportive la Jocuri: Brunei, Arabia Saudită și Qatar. Brunei participase doar la trei ediții ale Jocurilor, trimitând câte un singur sportiv de fiecare dată, dar Arabia Saudită și Qatar concuraseră în mod regulat cu echipe formate doar din bărbați. În 2010, Comitetul Olimpic Internațional a anunțat că va „presa” aceste țări să permită și să faciliteze participarea femeilor la Jocurile Olimpice de vară din 2012 de la Londra. Anita DeFrantz, președinta Comisiei pentru Femei și Sport a CIO, a sugerat ca țările să fie excluse dacă împiedică femeile să concureze. La scurt timp după aceea, Comitetul Olimpic din Qatar a anunțat că „speră să trimită până la patru sportive la tir și scrimă” la Jocurile Olimpice de vară din 2012.
În 2008, Ali Al-Ahmed, director al Institutului pentru Afacerile din Golful Persic, a cerut, de asemenea, ca Arabia Saudită să fie exclusă de la Jocuri, descriind interdicția sa asupra sportivelor ca o încălcare a Cartei CIO. El a remarcat: „În ultimii 15 ani, multe organizații neguvernamentale internaționale din întreaga lume au încercat să facă lobby la CIO pentru o aplicare mai bună a propriilor legi care interzic discriminarea pe bază de sex. Deși eforturile lor au dus la creșterea numărului de femei olimpice, CIO a ezitat să ia o poziție fermă și să amenințe țările discriminatorii cu suspendarea sau excluderea.” În iulie 2010, The Independent a raportat: „Presiunea crește asupra Comitetului Olimpic Internațional să o excludă pe Arabia Saudită, care este probabil să fie singura mare națiune care nu va include femei în echipa sa olimpică pentru 2012. Dacă Arabia Saudită va trimite o echipă formată doar din bărbați la Londra, se pare că se vor confrunta cu proteste din partea grupurilor de drepturi egale și ale femeilor care amenință să perturbe Jocurile”.
La Jocurile Olimpice de vară din 2012, fiecare țară participantă a inclus sportive pentru prima dată în istoria Jocurilor Olimpice. Arabia Saudită a inclus două sportive în delegația sa; Qatar, patru; iar Brunei, una (Maziah Mahusin, la 400 m garduri). Qatar a ales una dintre primele sale olimpice, Bahiya al-Hamad (tir), ca purtătoare de steag la Jocurile din 2012, iar alergătoarea Maryam Yusuf Jamal din Bahrain a devenit prima sportivă din Golful Persic care a câștigat o medalie, obținând bronzul la proba de 1500 m.
Singurele sporturi din programul olimpic în care bărbații și femeile concurează individual unul împotriva celuilalt sunt disciplinele de echitație, deoarece nu există „Evenimentul de Dresaj pentru Femei” sau „Dresajul pentru Bărbați”. În 2008, existau încă mai multe probe pentru bărbați decât pentru femei. Cu adăugarea boxului feminin în programul Jocurilor Olimpice de vară din 2012, sportivele au putut concura în toate sporturile deschise bărbaților. La Jocurile Olimpice de iarnă, femeile încă nu pot concura în combinata nordică. După ce bărbații au fost incluși în natația artistică la Jocurile Olimpice de la Paris 2024, singura probă olimpică rămasă în care sportivii de sex masculin nu pot concura este gimnastica ritmică. Deși erau eligibili să se califice pentru Jocurile Olimpice de la Paris 2024, niciun bărbat nu a fost inclus în vreo echipă de natație artistică.
O adăugare recentă la Jocuri a fost includerea probelor mixte, în care bărbați și femei din aceeași țară concurează împreună împotriva altor echipe. Începând cu 2018, sportul curling a introdus o probă mixtă în care echipe formate dintr-un bărbat și o femeie au concurat în propriul turneu pentru o medalie. Începând cu Jocurile Olimpice de la Paris 2024, există acum 13 probe mixte în 11 discipline la Jocurile de vară.

### Război și terorism
Războaiele mondiale au determinat anularea a trei ediții ale Jocurilor Olimpice: Jocurile din 1916 au fost anulate din cauza Primului Război Mondial, iar edițiile de vară și de iarnă din anii 1940 și 1944 nu au avut loc din cauza Al Doilea Război Mondial.
Războiul ruso-georgian dintre Georgia și Rusia a izbucnit chiar în ziua deschiderii Jocurilor Olimpice de vară din 2008 de la Beijing. Atât președintele american George W. Bush, cât și prim-ministrul rus Vladimir Putin erau prezenți la ceremonie și au discutat despre conflict în timpul unui prânz găzduit de președintele chinez Hu Jintao.
Terorismul a afectat direct Jocurile Olimpice în 1972. În timpul Jocurilor Olimpice de vară din 1972 de la München, Germania, unsprezece membri ai echipei olimpice israeliene au fost luați ostatici de gruparea teroristă palestiniană Septembrie Negru, în ceea ce este cunoscut sub numele de Masacrul de la München. Teroriștii au ucis doi dintre atleți la scurt timp după luarea ostaticilor, iar ceilalți nouă au fost uciși în timpul unei tentative eșuate de eliberare. Un polițist german și cinci dintre atacatori și-au pierdut, de asemenea, viața.
După ce orașul Barcelona, Spania, a fost selectat pentru a găzdui Jocurile Olimpice de vară din 1992, organizația teroristă separatistă ETA a comis atacuri în regiune, inclusiv un atentat în 1991 în orașul catalan Vic, care a provocat moartea a zece persoane.
Terorismul a afectat două ediții ale Jocurilor Olimpice organizate în Statele Unite. În timpul Jocurilor Olimpice de vară din 1996 de la Atlanta, un atac cu bombă a avut loc în Centennial Olympic Park, provocând moartea a două persoane și rănirea altor 111. Atacul a fost comis de Eric Rudolph, un terorist american, care execută o sentință pe viață pentru acest atentat.
Jocurile Olimpice de iarnă din 2002 de la Salt Lake City au avut loc la doar cinci luni după atacurile din 11 septembrie, ceea ce a determinat măsuri de securitate fără precedent la acea vreme pentru un eveniment olimpic. Ceremonia de deschidere a inclus simboluri legate de atacuri, precum steagul care a fost arborat la Ground Zero și o gardă de onoare formată din membri ai NYPD și ai FDNY.

## Cetățenie

### Regulile CIO privind cetățenia
Carta Olimpică impune ca un sportiv să fie un cetățean legal al țării pentru care concurează. Sportivii cu dublă cetățenie pot concura pentru oricare dintre cele două țări, cu condiția să fi trecut trei ani de la ultima competiție în care au reprezentat cealaltă țară. Totuși, dacă CNO-urile și federațiile internaționale implicate sunt de acord, Comitetul Executiv al CIO poate reduce sau anula această perioadă. Această perioadă de așteptare se aplică doar sportivilor care au concurat anterior pentru o națiune și doresc să concureze pentru alta. Dacă un sportiv obține o nouă sau a doua cetățenie, acesta nu trebuie să aștepte o perioadă desemnată înainte de a concura pentru noua sa țară. CIO se preocupă doar de aspectele legate de cetățenie și naționalitate după ce națiunile respective au acordat oficial cetățenia sportivilor.
În octombrie 2023, CIO a suspendat Comitetul Olimpic Rus, iar suspendarea a fost confirmată în februarie 2024 de către Curtea de Arbitraj Sportiv.
În absența unui CNO rusesc care să aprobe schimbarea cetățeniei într-un interval mai mic de trei ani, Comitetul Executiv al CIO a aprobat, în noiembrie 2023 și martie 2024, schimbarea cetățeniei pentru un total de cinci sportivi din Rusia către alte țări, inclusiv Georgi Tiblov și Aleksandr Komarov la lupte (din Rusia în Serbia), Mikhail Iakovlev la ciclism (din Rusia în Israel), Valeriia Liubimova la ciclism și Anastasiia Kirpichnikova la înot (ambii din Rusia în Franța).

### Motive pentru schimbarea cetățeniei
Uneori, un sportiv devine cetățean al unei alte țări pentru a putea concura la Jocurile Olimpice. Acest lucru se întâmplă adesea deoarece sunt atrași de contracte de sponsorizare sau de facilități de antrenament din cealaltă țară, sau sportivul ar putea să nu se poată califica din țara sa de origine. În pregătirea pentru Jocurile Olimpice de iarnă din 2014 de la Soci, Comitetul Olimpic Rus a acordat cetățenie unui patinator de viteză pe pistă scurtă născut în Coreea de Sud, Ahn Hyun-soo, și unui snowboarder născut în Statele Unite, Vic Wild. Cei doi sportivi au câștigat cinci medalii de aur și una de bronz la Jocurile din 2014.

## Campioni olimpici
Practica acordării medaliilor primilor trei clasați a fost introdusă în 1904; la Olimpiada din 1896 numai primii doi câștigători au primit medalii, de argint și bronz, în timp ce la Olimpiada din 1900 s-au acordat premii variate. Din 1948 sportivii plasați pe locurile patru, cinci și șase primesc diplome; din 1976 primii trei clasați primesc și ei diplome, iar începând cu 1984 și sportivii clasați pe locurile șapte și opt.
Acesta este tabelul sportivilor olimpici care au primit cele mai multe medalii:
| Sportiv           | Țară                       | Sport        | Olimpiadă | Aur | Argint | Bronz | Total |
| ----------------- | -------------------------- | ------------ | --------- | --- | ------ | ----- | ----- |
| Michael Phelps    | Statele Unite ale Americii | Natație      | 2008-2012 | 18  | 2      | 2     | 22    |
| Larisa Latînina   | Uniunea Sovietică          | Gimnastică   | 1956–1964 | 9   | 5      | 4     | 18    |
| Nikolai Andrianov | Uniunea Sovietică          | Gimnastică   | 1972–1980 | 7   | 5      | 3     | 15    |
| Paavo Nurmi       | Finlanda                   | Atletism     | 1920–1928 | 9   | 3      | 0     | 12    |
| Mark Spitz        | Statele Unite ale Americii | Natație      | 1968–1972 | 9   | 1      | 1     | 11    |
| Carl Lewis        | Statele Unite ale Americii | Atletism     | 1984–1996 | 9   | 1      | 0     | 10    |
| Bjørn Dæhlie      | Norvegia                   | Schi fond    | 1992–1998 | 8   | 4      | 0     | 12    |
| Birgit Fischer    | Germania                   | Canoe racing | 1980–2004 | 8   | 4      | 0     | 12    |
| Sawao Kato        | Japonia                    | Gimnastică   | 1968–1976 | 8   | 3      | 1     | 12    |
| Jenny Thompson    | Statele Unite ale Americii | Natație      | 1992–2004 | 8   | 3      | 1     | 12    |
| Matt Biondi       | Statele Unite ale Americii | Natație      | 1984–1992 | 8   | 2      | 1     | 11    |
| Ray Ewry          | Statele Unite ale Americii | Atletism     | 1900–1908 | 10  | 0      | 0     | 10    |

## Orașe gazdă
Până în 2010, Jocurile Olimpice au fost găzduite de 41 de orașe din 22 de țări. În 2012, Londra a devenit primul oraș care a găzduit Jocurile Olimpice moderne de trei ori.
Numărul din paranteză de după oraș/țară arată de câte ori orașul/țara respectivă au găzduit Jocurile Olimpice.
|      | Jocuri Olimpice de vară | Jocuri Olimpice de vară | Jocuri Olimpice de vară  |        | Jocuri Olimpice de iarnă         | Jocuri Olimpice de iarnă | Jocuri Olimpice de iarnă |
| ---- | ----------------------- | ----------------------- | ------------------------ | ------ | -------------------------------- | ------------------------ | ------------------------ |
| An   | Ediție                  | Oraș gazdă              | Țară                     | Ediție | Oraș gazdă                       | Țară                     |                          |
| 1896 | I                       | Atena (1)               | Grecia (1)               |        |                                  |                          |                          |
| 1900 | II                      | Paris (1)               | Franța (1)               |        |                                  |                          |                          |
| 1904 | III                     | Saint Louis (1)         | Statele Unite (1)        |        |                                  |                          |                          |
| 1906 | Intercalés              | Atena                   | Grecia                   |        |                                  |                          |                          |
| 1908 | IV                      | Londra (1)              | Marea Britanie (1)       |        |                                  |                          |                          |
| 1912 | V                       | Stockholm (1)           | Suedia (1)               |        |                                  |                          |                          |
| 1916 | VI                      | Berlin (anulate)        | Germania (anulate)       |        |                                  |                          |                          |
| 1920 | VII                     | Anvers (1)              | Belgia (1)               |        |                                  |                          |                          |
| 1924 | VIII                    | Paris (2)               | Franța (2)               | I      | Chamonix (1)                     | Franța (1)               |                          |
| 1928 | IX                      | Amsterdam (1)           | Țările de Jos (1)        | II     | St. Moritz (1)                   | Elveția (1)              |                          |
| 1932 | X                       | Los Angeles (1)         | Statele Unite (2)        | III    | Lake Placid (1)                  | Statele Unite (1)        |                          |
| 1936 | XI                      | Berlin (1)              | Germania (1)             | IV     | Garmisch-Partenkirchen (1)       | Germania (1)             |                          |
| 1940 | XII                     | Helsinki (anulate)      | Finlanda (anulate)       | (V)    | Garmisch-Partenkirchen (anulate) | Germania (anulate)       |                          |
| 1944 | XIII                    | Londra (anulate)        | Marea Britanie (anulate) | (V)    | Cortina d'Ampezzo (anulate)      | Italia (anulate)         |                          |
| 1948 | XIV                     | Londra (2)              | Marea Britanie (2)       | V      | St. Moritz (2)                   | Elveția (2)              |                          |
| 1952 | XV                      | Helsinki (1)            | Finlanda (1)             | VI     | Oslo (1)                         | Norvegia (1)             |                          |
| 1956 | XVI                     | Melbourne               | Australia (1)            | VII    | Cortina d'Ampezzo (1)            | Italia (1)               |                          |
| 1960 | XVII                    | Roma (1)                | Italia (1)               | VIII   | Squaw Valley (1)                 | Statele Unite (2)        |                          |
| 1964 | XVIII                   | Tokyo (1)               | Japonia (1)              | IX     | Innsbruck (1)                    | Austria (1)              |                          |
| 1968 | XIX                     | Mexico City (1)         | Mexic (1)                | X      | Grenoble (1)                     | Franța (2)               |                          |
| 1972 | XX                      | München (1)             | Germania (2)             | XI     | Sapporo (1)                      | Japonia (1)              |                          |
| 1976 | XXI                     | Montréal (1)            | Canada (1)               | XII    | Innsbruck (2)                    | Austria (2)              |                          |
| 1980 | XXII                    | Moscova (1)             | URSS (1)                 | XIII   | Lake Placid (2)                  | Statele Unite (3)        |                          |
| 1984 | XXIII                   | Los Angeles (2)         | Statele Unite (3)        | XIV    | Sarajevo (1)                     | Iugoslavia (1)           |                          |
| 1988 | XXIV                    | Seul (1)                | Coreea de Sud (1)        | XV     | Calgary (1)                      | Canada (1)               |                          |
| 1992 | XXV                     | Barcelona (1)           | Spania (1)               | XVI    | Albertville (1)                  | Franța (3)               |                          |
| 1994 |                         |                         |                          | XVII   | Lillehammer (1)                  | Norvegia (2)             |                          |
| 1996 | XXVI                    | Atlanta (1)             | Statele Unite (4)        |        |                                  |                          |                          |
| 1998 |                         |                         |                          | XVIII  | Nagano (1)                       | Japonia (2)              |                          |
| 2000 | XXVII                   | Sydney (1)              | Australia (2)            |        |                                  |                          |                          |
| 2002 |                         |                         |                          | XIX    | Salt Lake City (1)               | Statele Unite (4)        |                          |
| 2004 | XXVIII                  | Atena (2)               | Grecia (2)               |        |                                  |                          |                          |
| 2006 |                         |                         |                          | XX     | Torino (1)                       | Italia (2)               |                          |
| 2008 | XXIX                    | Beijing (1)             | China (1)                |        |                                  |                          |                          |
| 2010 |                         |                         |                          | XXI    | Vancouver (1)                    | Canada (2)               |                          |
| 2012 | XXX                     | Londra (3)              | Marea Britanie (3)       |        |                                  |                          |                          |
| 2014 |                         |                         |                          | XXII   | Soci (1)                         | Rusia (1)                |                          |
| 2016 | XXXI                    | Rio de Janeiro (1)      | Brazilia (1)             |        |                                  |                          |                          |
| 2018 |                         |                         |                          | XXIII  | Pyeongchang (1)                  | Coreea de Sud (1)        |                          |
| 2021 | XXXII                   | Tokyo (2)               | Japonia (2)              |        |                                  |                          |                          |
| 2022 |                         |                         |                          | XXIV   | Beijing (1)                      | China (1)                |                          |
| 2024 | XXXIII                  | Paris (3)               | Franța (3)               |        |                                  |                          |                          |
| 2026 |                         |                         |                          | XXV    | Milano/Cortina d'Ampezzo (1)     | Italia (3)               |                          |
| 2028 | XXXIV                   | Los Angeles (3)         | Statele Unite (5)        |        |                                  |                          |                          |
| 2030 |                         |                         |                          | XXVI   |                                  |                          |                          |
| 2032 | XXXV                    | Brisbane (1)            | Australia (3)            |        |                                  |                          |                          |

## România la Jocurile Olimpice
Gheorghe Plagino (1878–1949) a fost primul sportiv care a reprezentat România la Jocurile Olimpice, participând la ediția a doua, care a avut loc la Paris în 1900, la tir, proba de talere.
În Comitetul Internațional Olimpic (C.I.O.) din anii 1899-1901 a fost ales ca reprezentant George G. Bibescu.
Prima medalie olimpică pentru România a fost medalia de bronz obținută de Echipa națională de rugby la Jocurile Olimpice de vară din 1924 (Paris). Prima medalie olimpică de argint pentru România a fost câștigată de Henri Rang, la Jocurile Olimpice de vară din 1936 (Berlin), iar primul titlu de campion olimpic (medalia olimpică de aur) a fost obținut de Iosif Sîrbu la Jocurilor Olimpice de vară din 1952 de la Helsinki.
Mai jos este dat tabelul sportivilor români care au devenit multipli campioni olimpici și locul ocupat în clasamentul all-time.
| Nr. | Atlet           | Națiune | Sport       | Ani       | Jocuri | Gen | Aur | Argint | Bronz | Total |
| --- | --------------- | ------- | ----------- | --------- | ------ | --- | --- | ------ | ----- | ----- |
| 52  | Nadia Comăneci  | România | Gimnastică  | 1976–1980 | Vară   | F   | 5   | 3      | 1     | 9     |
| 58  | Elisabeta Lipă  | România | Canotaj     | 1984–2004 | Vară   | F   | 5   | 2      | 1     | 8     |
| 82  | Georgeta Damian | România | Canotaj     | 2000–2008 | Vară   | F   | 5   | 0      | 1     | 6     |
| 110 | Ivan Patzaichin | România | Caiac canoe | 1968–1984 | Vară   | M   | 4   | 3      | 0     | 7     |
| 138 | Doina Ignat     | România | Canotaj     | 1992–2008 | Vară   | F   | 4   | 1      | 1     | 6     |
| 151 | Ecaterina Szabo | România | Gimnastică  | 1984      | Vară   | F   | 4   | 1      | 0     | 5     |
| 178 | Viorica Susanu  | România | Canotaj     | 2000–2008 | Vară   | F   | 4   | 0      | 1     | 5     |

## Națiuni

### Participanți
Până la Jocurile Olimpice de vară din 2020 de la Tokyo, toate cele 207 de Comitete Olimpice Naționale (CON) actuale (și 19 CON-uri care nu mai există) au participat la cel puțin o ediție a Jocurilor Olimpice de vară. Competitorii din cinci națiuni — Australia, Franța, Marea Britanie, Grecia și Elveția—au concurat în toate cele 28 de ediții ale Jocurilor Olimpice de vară. Sportivii care au concurat sub steagul olimpic, în echipe mixte și în Echipa Refugiaților au participat la șase ediții ale Jocurilor Olimpice de vară.
Un total de 119 de CON-uri (110 din cele 207 CON-uri actuale și nouă CON-uri care nu mai există) au participat la cel puțin o ediție a Jocurilor Olimpice de iarnă. Competitorii din 12 națiuni — Austria, Canada, Finlanda, Franța, Marea Britanie, Ungaria, Italia, Norvegia, Polonia, Suedia, Elveția și Statele Unite — au participat în toate cele 23 de ediții ale Jocurilor Olimpice de iarnă de până acum.

### Țări și orașe gazdă

Harta locațiilor Jocurilor Olimpice de vară:-verde: țări care au găzduit o ediție -albastru: țări care au găzduit două sau mai multe ediții

Harta locațiilor Jocurilor Olimpice de iarnă:-verde: țări care au găzduit o ediție -albastru: țări care au găzduit două sau mai multe ediții

Orașul gazdă pentru Jocurile Olimpice a fost ales istoric cu șapte până la opt ani înainte de desfășurarea lor. Începând cu procesul de selecție pentru Jocurile Olimpice din 2024 și 2028 din 2017, CIO a început să anunțe câștigătorul cu un timp mai lung de pregătire pentru a oferi orașelor/regiunilor câștigătoare timp suficient pentru pregătire. Procesul de selecție este realizat în două faze care se întind pe o perioadă de doi ani. Orașul candidat solicită Comitetului Olimpic Național (CON) al țării sale; dacă mai multe orașe din aceeași țară prezintă o propunere CON-ului lor, comitetul național organizează de obicei o selecție internă, deoarece doar un oraș pe CON poate fi prezentat CIO pentru considerare. Odată ce termenul limită pentru depunerea propunerilor de către CON-uri este atins, începe prima fază (Aplicare), în care orașele candidate sunt rugate să completeze un chestionar privind mai multe criterii cheie legate de organizarea Jocurilor Olimpice. În acest formular, candidații trebuie să ofere asigurări că vor respecta Carta Olimpică și orice alte reglementări stabilite de Comitetul Executiv al CIO. Evaluarea chestionarelor completate de către un grup specializat oferă CIO o imagine de ansamblu a proiectului fiecărui candidat și a potențialului lor de a găzdui Jocurile. Pe baza acestei evaluări tehnice, Comitetul Executiv al CIO selectează candidații care vor avansa în etapa de candidatură.
Odată selectate, orașele candidate trebuie să prezinte CIO un dosar de candidatură mai amplu și mai detaliat al proiectului lor. Fiecare oraș este analizat în detaliu de către o comisie de evaluare. Această comisie va vizita, de asemenea, orașele candidate, intervievând oficialii locali și inspectând locurile potențiale pentru competiții, și va prezenta un raport cu concluziile sale cu o lună înainte de decizia finală a CIO. În timpul procesului de interviu, orașul candidat trebuie să garanteze, de asemenea, că va putea finanța Jocurile. După activitatea comisiei de evaluare, o listă de candidați este prezentată Adunării Generale a CIO, care trebuie să se întrunească într-o țară care nu are un oraș candidat în curs. Membrii CIO adunați în Adunare au votul final asupra orașului gazdă. Odată ales, comitetul de candidatură al orașului gazdă (împreună cu CON-ul țării respective) semnează un Contract de Oraș Gazdă cu CIO, devenind oficial o țară și un oraș gazdă olimpic.
Până în 2032, Jocurile Olimpice vor fi găzduite de 47 de orașe din 23 de țări. Începând cu 2021, de la Jocurile Olimpice de vară din 1988 de la Seul, Coreea de Sud, Jocurile Olimpice au fost găzduite în Asia sau Oceania de patru ori, o creștere semnificativă comparativ cu cei 92 de ani anteriori ai istoriei olimpice moderne. Jocurile din 2016 de la Rio de Janeiro au fost primele Jocuri Olimpice pentru o țară din America de Sud. Nicio candidatură din țări africane nu a reușit, deși Egipt (de trei ori) și Africa de Sud (în 2004) au încercat.